# Istoria Germaniei
Comunitatea și limba germană au apărut cu mii de ani în urmă, însă ca țară/teritoriu Germania a apărut abia în 1871, când, sub conducerea cancelarului Otto von Bismarck s-a format Imperiul German, înglobând partea de nord a Germaniei actuale - Confederația Germană de Nord (dominată de Prusia), apoi Bavaria (în germană: Bayern) precum și diferite alte regiuni, excluzând însă părțile vorbitoare de germană din Austria. Acesta a fost deja cel de al doilea Reich german, tradus de obicei ca "imperiu". Primul Reich - cunoscut pentru mult timp drept Sfântul Imperiu Roman de Națiune Germană—provenea din divizarea Imperiului Carolingian în 843, existând sub diverse forme până în anul 1806. Cel de-al Treilea Reich (și ultimul) a fost cel al naziștilor; el a durat doar 12 ani, din 1933 până în 1945.
Germania, care devenise una dintre importantele puteri din Europa, s-a implicat în  Primul Război Mondial prin aliatul ei Austro-Ungaria (1914). Germania a invadat de câteva ori Franța. Războiul s-a încheiat în 1918, și, ca una din urmări, împăratul german a fost forțat să abdice. În Tratatul de la Versailles de după război, Germania a fost considerată responsabilă pentru război.
Unii politicieni consideră că condițiile grele impuse Germaniei prin Tratatul de la Versailles din 1919 și problemele economice ale crizei economice mondiale începând cu 1929 i-au permis partidului nazist al lui Hitler NSDAP să fie ales de către cetățenii germani și în cele din urmă să formeze un nou guvern în 1933, cu Hitler în funcția de cancelar. Anul următor Hitler a preluat tot controlul, devenind șeful statului și scăpând de opoziție prin aplicarea forței. În 1935 anti-semitismul a devenit o politică oficială de stat germană, justificată formal prin Legile de la Nürnberg - Nürnberger Gesetze. A făcut o alianță cu Italia și Japonia numită Axa Berlin-Roma-Tokyo. Politica lui Hitler de a anexa țările vecine a culminat cu izbucnirea celui de-Al Doilea Război Mondial în Europa la 1 septembrie 1939.
În prima parte a războiului Germania a avut succese militare, câștigând controlul asupra principalelor teritorii din Europa, unei mari părți a URSS și nordului Africii. În 1941 naziștii au pus în aplicație Holocaustul ca politică de stat de ucidere în masă, bazată pe argumente și pretexte rasiste, a milioane de evrei și alte naționalități. Între 1942-1943 balanța în război s-a schimbat, succesele trecând de partea Aliaților împotriva Germaniei, printre care URSS, Marea Britanie și Statele Unite ale Americii. În aprilie 1945 Hitler și-a recunoscut eșecul său total și s-a sinucis. La 8 mai 1945 Germania a capitulat fără condiții.
În urma cererilor făcute de către Stalin la conferințele de la Yalta și Potsdam, părțile din Germania situate la est de râurile Odra (Oder) și Nisa (Neiße), conținând Pomerania, Silezia, orașul hanseatic Danzig (astăzi: Gdansk în Polonia) și Prusia de Est, au fost detașate de Germania și anexate la Polonia și la URSS. Locuitorii germani ai acesor zone, care înainte de război numărau circa 10 milioane, au fost expropriați. În jur de 2 milioane dintre aceștia chiar și-au pierdut viața în război și prin expulzare.
În urma războiului, Germania inclusiv Berlinul au fost împărțite în patru sectoare, controlate de către Franța, URSS, Regatul Unit și Statele Unite. Această împărțire a culminat prin constituirea pe teritoriul Germaniei a două state germane: partea de apus s-a numit Republica Federală Germania (RFG, Germania de Vest sau Bundesrepublik Deutschland), iar partea de răsărit, orientată spre URSS, s-a numit Republica Democrată Germană (RDG, DDR, Germania de Est sau de Răsărit).
Germania de vest și-a recuperat rapid nivelul de dinaintea războiului, devenind o putere economică importantă a Europei. În 1990, după căderea comunismului în Europa, cele două state germane s-au reunificat, prin aceea că landurile fostei RDG au aderat oficial la RFG, adoptând bine-înțeles și constituția RFG.
Tratatul care a definit această reunificare se numește "Doi Plus Patru" (a fost încheiat de către cele două state germane și cele patru puteri care dețineau suveranitatea asupra întregii Germanii: SUA, Marea Britanie, Franța și URSS).
Statul unit este acum una dintre cele mai importante țări din Uniunea Europeană și din lume.

## Al doilea Reich

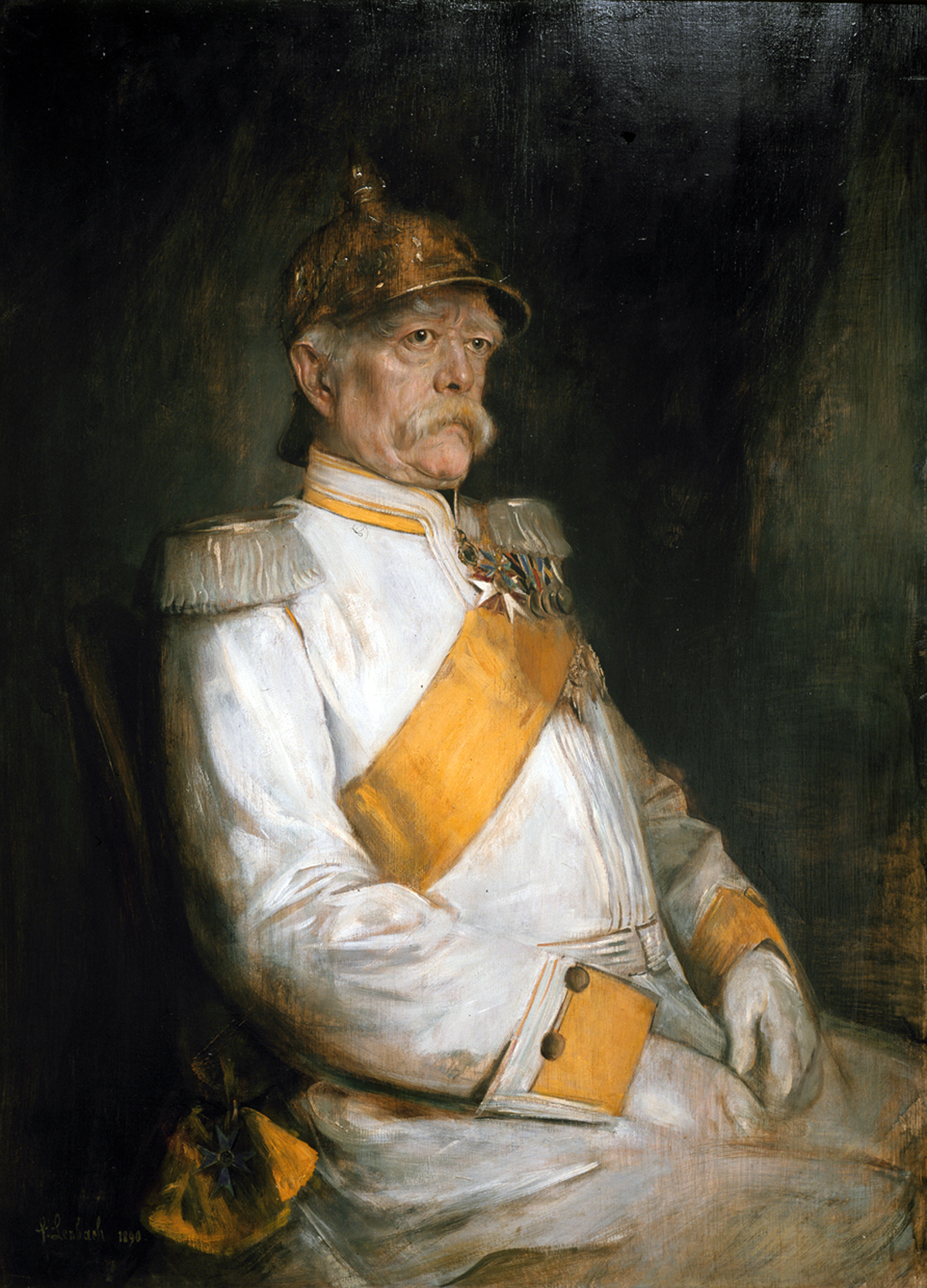
Otto von Bismarck

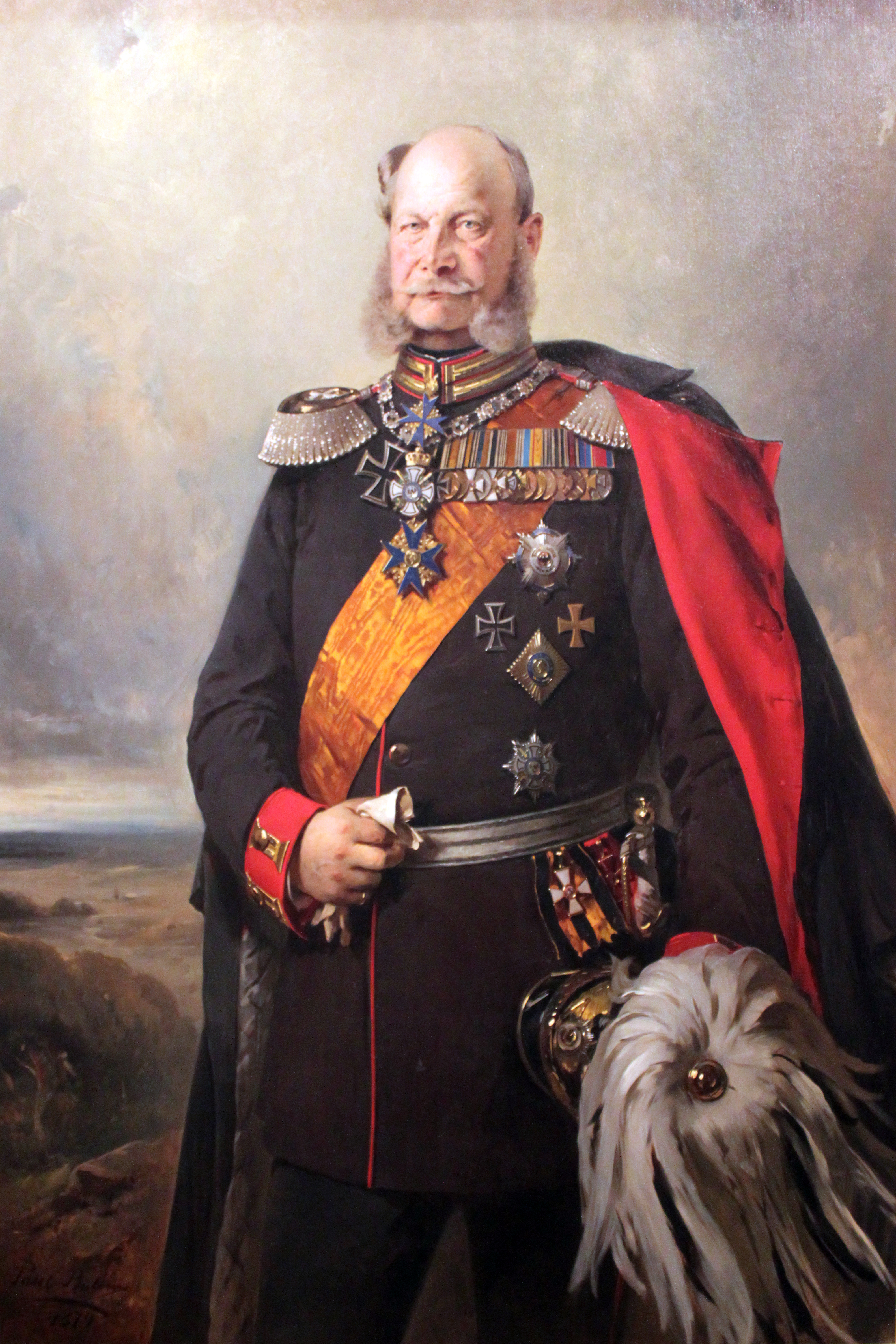
Wilhelm I

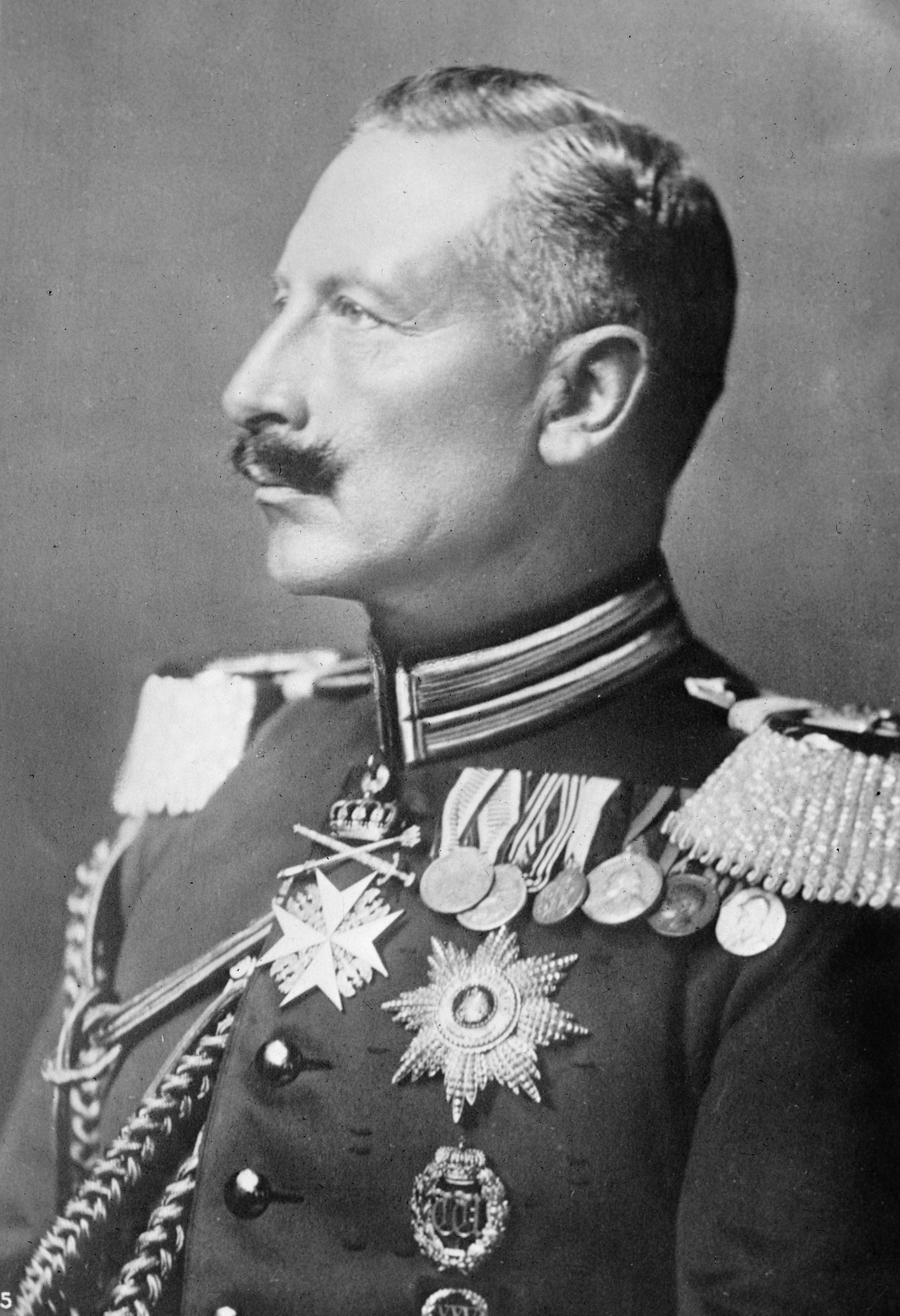
Wilhelm al II-lea

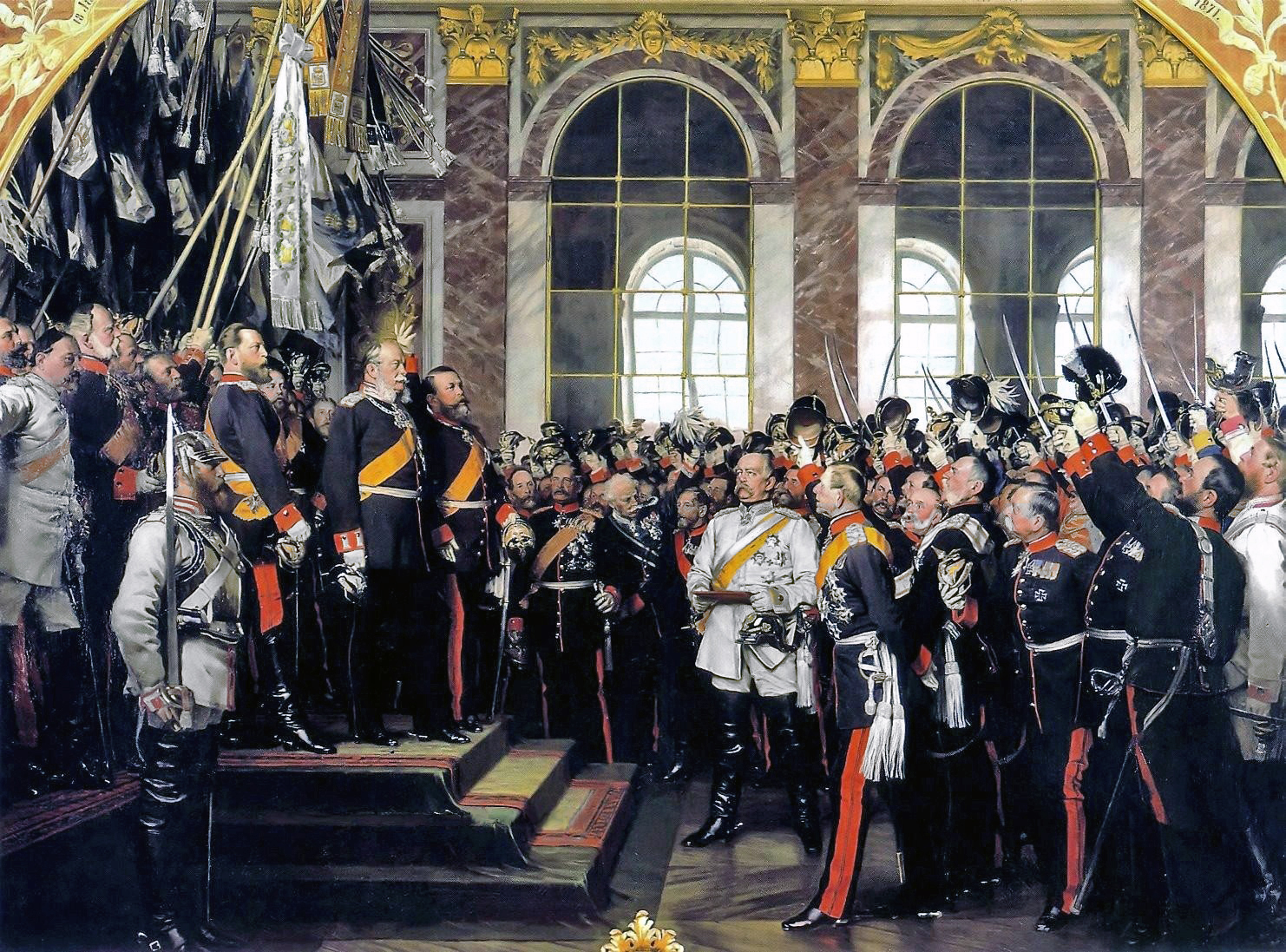

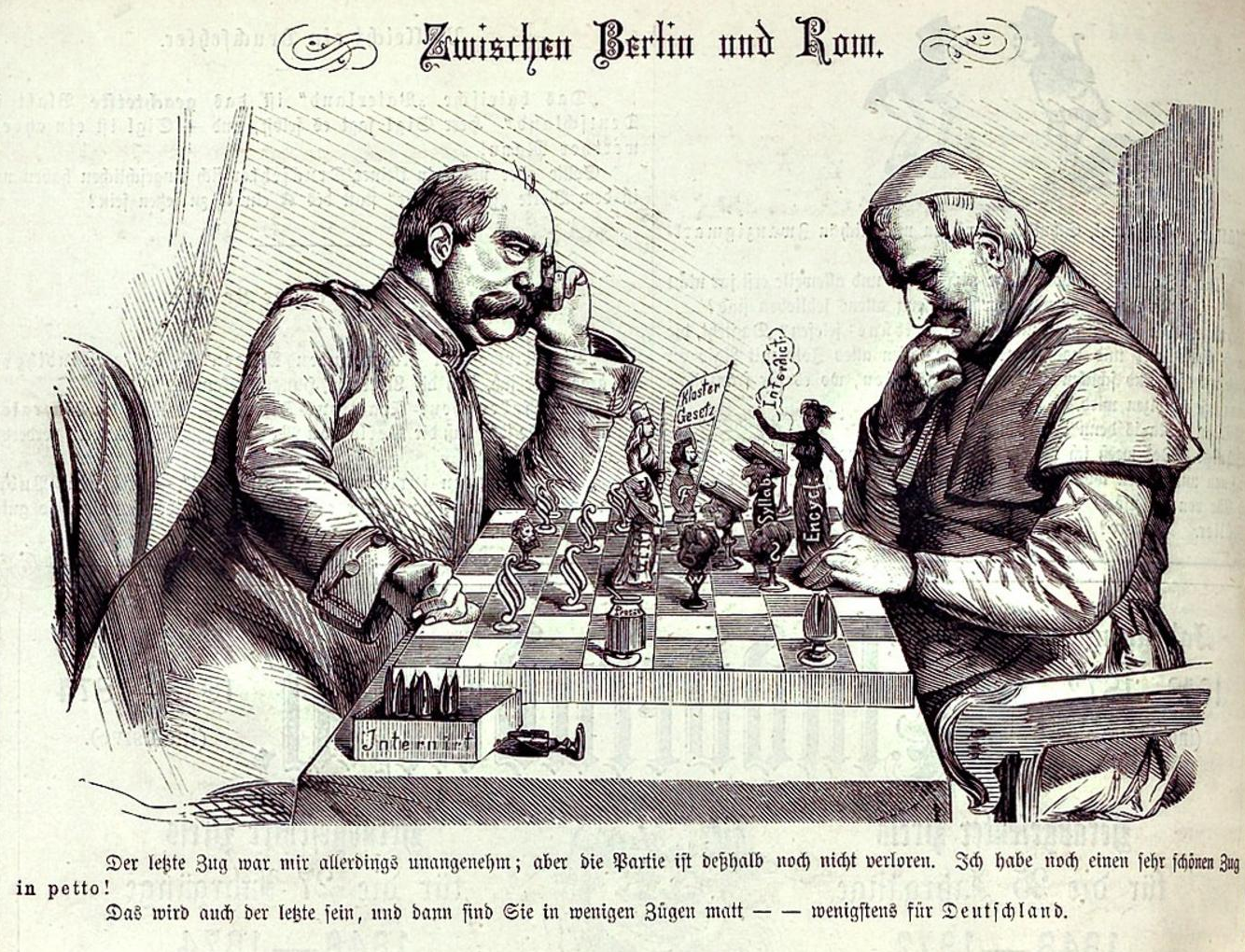

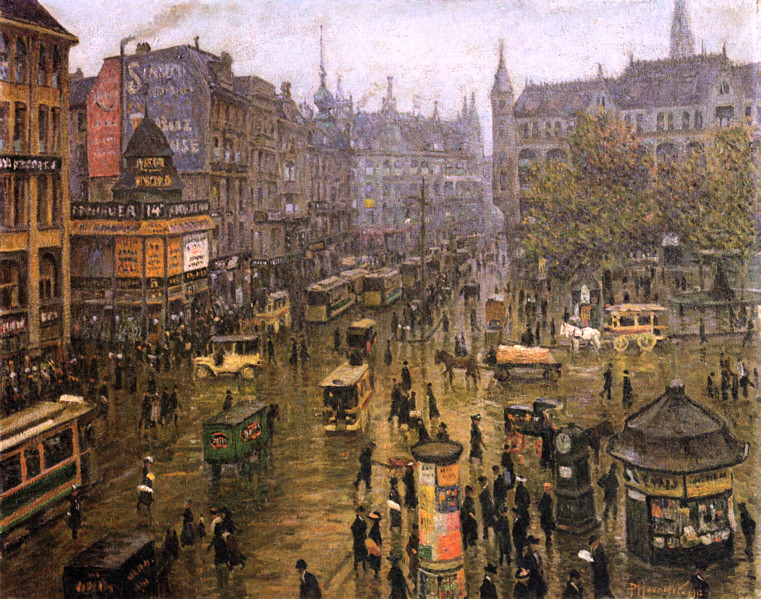

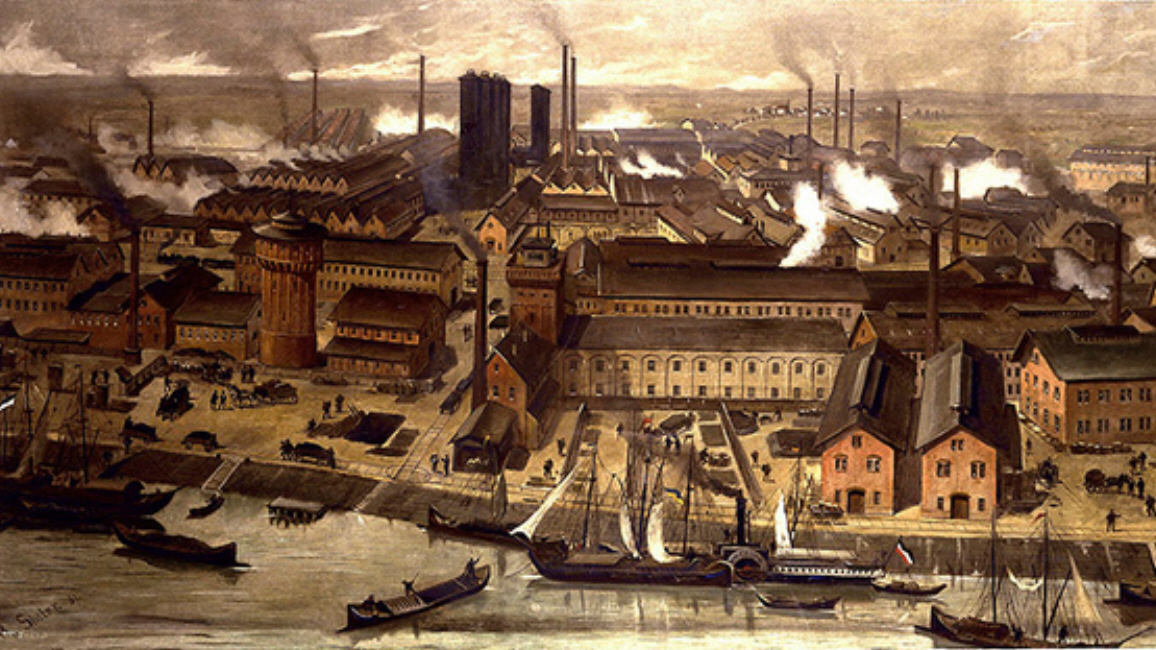

Germania și-a realizat unitatea politică prin câteva războaie ce au dus la triumful politicii imaginate de cancelarul Otto von Bismarck. 
În 1864 Prusia a dus un război împotriva Danemarcei ce părea un nonsens, fiind o serie de teritorii locuite de germani, aflate în litigiu. Danemarca a fost înfrântă și a cedat ducatele Schleswig și Holstein. Schleswig a fost luat de Prusia, Holstein de Austria. 
În 1866, Prusia, aliată cu Italia, a început războiul împotriva Austriei. Austria a fost înfrântă. Pacea a fost semnată, iar Confederația Germană prezidată de Austria a fost desființată. 
În 1867, Prusia și alte state germane din nordul Austriei au clădit un stat constituțional denumit Confederația Germană Nordică. Bavaria, Wurtemberg, Baden și Saxonia erau însă încă sub influență Austriei și Franței. Bismark a încercat să le alipească de noul stat.
În 1870-1871 a dus un război împotriva Franței. Astfel, câștigând războiul franco-prusac și cucerind Alsacia și Lorena , în ianuarie 1871 este creată Germania Unită-Imperiul German (cel de-al doilea Reich) care va dura până în 1918. Bavaria, Wurtemberg, Baden și Saxonia sunt alipite. Bismarck îi impune Franței să plătească o despăgubire de război de 5 miliarde de franci. 
Germania era un stat federal; statele germane își mențineau autonomia, unele mai multă, altele mai puțină. În cadrul acestei construcții statale erau patru regate: Prusia, Bavaria, Wurtemberg și Saxonia, precum și o serie de ducate și orașe libere-Hamburg, Bremen și Lubeck-portul german cel mai mare. Parlamentul era bicameral: o camera inferioară-Reichstag (400 de deputați aleși prin vot universal, din care făceau parte deputați din Alsacia și Lorena, și 240 din Prusia care nu utiliza însă vot universal ) și Camera Superioară- Bundesrat: Consiliul Imperiului sau Consiliul Federal (60 de membri). Puterea executivă era exercitată de împărat, care era regele Prusiei(Wilhelm I, succedat de Wilhelm al II-lea), și de către cancelar, funcție care apare după 1870, alături de secretarii de stat și miniștrii. 
Prusia domină cultural, Bavaria era un regat predominant catolic cu propria dinastie, guvern, parlament și armatǎ. Economia germană a devenit până la sfârșitul secolului XIX prima din Europa și a două din lume, depășind principala concurență-Marea Britanie la începutul secolului XX. Economia germană se industrializase, mai ales în Renania care era cea mai dezvoltată zonǎ. 
După 1828 , Prusia conducea statele germane către o uniune vamală-Zollverein, între statele contractate și menținea taxe vamale la frontierele acesteia. Austria nu era admisă.Prima cale ferată fusese construită în 1833 care lega Nurnberg de o localitate din apropiere. 
Între 1871-1875 au fost înființate 1000 de societăți comerciale și industriale, creditul fiind ieftin și statul acceptând repede să cedeze banii. Dar conjuctura s-a schimbat și depresiunea a început, multe întreprinderi falimentând. Sistemul de credit era însă foarte solid. În 1873 a fost creată moneda germană-Marca Imperială, fiind creată o uniune monetară, iar în 1875 a apărut Reichsbank care emitea moneda. Marca era una dintre ele mai solide monede europene alături de lira și francul. 
Băncile acordau credit pentru că creșterea economică nu era posibilă. Creditele erau însoțite de condiții, în întreprinderi trebuind să existe un reprezentant al băncii respective. Statul intervenea prin elemente legislative. 
În 1884 a fost adoptată o lege care nu permitea unei societăți să-și depună acțiunile la bursă pentru a nu o lasă să sufere din cauza unor întreprinderi sau societăți fragile. Tendința de a controla producția crescuse, concentrarea industrială devenind caracteristică economiei germane.
Întreprinderile în industria metalurgică, reprezentată de cele ale lui Alfred Krup și August Thiessen își cumpărau mine, întreprinderi, mijloace de transport pentru materii prime, servici proprii de vânzare, contractare. 
Primul cartel apare în 1881, în producerea potaisului. În 1883 este înființat cartelul cărbunelui în Renania. S-au stabilit cote de producție pentru a evita o supraproducție ce ducea la scăderea prețurilor. Cei care depășeau producția erau sancționați. Cartelul se ocupă de vânzarea produsului, după care profitul era distribuit în funcție de numărul acțiunilor pe care le avea fiecare deținător care a intrat în acest cartel. Cartelul producea 50% din cărbunele din Germania, această fiind al treilea producător de cărbune la nivel global. Strânsă legătură dintre marile întreprinderi și cercetarea științifică, având la dispoziție bani mulți, profiturile erau mari. Multe întreprinderi și-au creat propriile instituții și laboratoare de cercetare precum industria chimică Bayer.
Se apela la instituții și centre de cercetare din universitățile germane. Învățământul superior în domeniul tehnic și științific era dezvoltat. 
Știință germană deținea supremația. Premiile Nobel erau decernate de savanții germani. Științele inginerești erau studiate numai în Germania. Dispuneau de laboratoare, școli politehnice, centre de cercetări, statele investind sume importante în cercetarea științifică. 
Se formase o cultură antreprenorială în care întreprinzătorii germani își demonstraseră că au talentul antreprenorial pentru a obține succes. 
Statul contribuia cu legi, reglementări și dezvoltarea unei infrastructuri. Peste 90% era sub controlul statului. Germania făcea progrese formidabile în privința flotei comerciale, dar fără să depășească Marea Britanie. 
În industria chimică se remarcaseră Bayer, BADE, industria farmaceutică care lansase aspirina, Schering și Merck. În domeniul industriei electrice și electrotehnice dominau Siemens și AEG. În domeniul siderurgic dominau Thyssen și Krup. 
Bismark și succesorii sau au fost interesați să caute o majoritate în parlament că să-și aplice politicile. Bismark nu a fost membrul unui partid, bazându-se pe Partidul Liberal care l-a sprijinit înainte de unificare și Partidul Conservator. Bismark era supus presiunilor unor industriași și proprietari din estul Germaniei, astfel, Bismark devenise promotorul protecționismului. 
Alte partide importante erau Partidul Progresului (1861) - liberalii radicali, Partidul Social Democrat și Zentrum - promotorul unei politici de reforme sociale și promovarea libertății religioase, fiind împotriva politicii centralizatoare și hegemoniei Prusiei. Devenise însă ulterior unul confesional și reprezenta catolicii. 
2/3 din locuitorii Germaniei erau protestanți, 1/3 erau catolici care erau reticenți când au simțit că li se încălcau drepturile religioase. Bismark a fost iritat de deciziile Conciliului Vatican I, adoptate la Roma în 1870, iar protestanții au găsit un pretext pentru a-i suspecta pe catolicii germani că nu erau onești, apărând premizele Kulturkampf, politica anticlericală germană a aniilor 1870. Bismark îi acuză într-un articol anonim pe catolici că nu aveau loialitate față de Germania. În contextul Kulturkampf au fost adoptate o serie de legi: 
- Retragerea controlului asupra școlilor
- Căsătoria civilă obligatorie
- Măsuri împotriva ordinelor și congregrațiilor catolice, inclusiv interzicerea Ordinului Iezuit
- Legi privind formarea clericilor pentru a fi supuși unui examen de cultură generală.
- Autorizarea expulzării clericilor care se opuneau legilor adoptate

Conform unei legi din 1871, când exista un post vacant de episcop, parohii erau aleși de comunitatea locală. 

Curând, Kultur Kampf începe un asalt împotriva bisericilor, mai ales împotriva Bisericii Catolice. În 1874 Zentrum avea 90 de deputați în Reichstag.	
După 1878, intensitatea acestei politici anticlericale se diminuează. 
După moartea Papei Pius IX, Leon al XIII-lea era mai flexibil, dispus să facă compromisuri. Bismark înțelege că nu catolicii erau inamicii statului german, ci marxiștii. În 1878 au fost adoptate legi care scot în afara legii Partidul Social Democrat. Catolicii s-au opus deciziei în Reichstag. 
Kultur Kampf a luat sfârșit în 1880, când Bismark abandonase politică anticlericală. În 1882 sunt reluate relațiile cu Sfântul Scaun. În 1887, legile severe împotriva bisericii au fost abrogate. Iezuiții însă nu mai puteau să revină în Germania.
Papa ceruse partidului Zentrum pentru ca Bismark să voteze bugetele militare. Curând, Zentrum obținuse autonomie în raport cu papalitatea. La guvernare nu au fost până în 1914, dar în anumite cazuri au constituit anumite majorități.Principalul lider al Zentrum este Ludwig von Windhorst 
Partidul Social Democrat German avea cea mai puternică politică socialistă din Europa și asta datorită industrializării și urbanizării extinse (Berlin, Hamburg, Munchen, Dresden, Leipzig), ducând la apariția unui proletariat numeros. Apar în 1863 două organizații: Asociația Federală a Muncitorilor Germani, creat de Ferdinand Lassalle, care avea o politică revoluționară, militând pentru intervenția statului pentru reglementarea raporturilor dintre muncitori și corporatiști, și o asociație care în 1869 va formă Partidul Social Democrat al Muncitorilor din Germania (liderii acestui partid sunt August Bebel și Wilhelm Liebknecht, cel din urmă fiind tatăl lui Karl Liebknecht, fondatorul Partidului Comunist German). 
În preajma Primului Război Mondial, SFIO nu avea nici măcar 100 de membri; Partidul Socialist german avea peste 1 milion de membri (cotizanți).	În 1875, cele două partide socialiste se unesc, pe baza unui compromis, renunțând la multe din ideile partidului marxist.Din această cauza Marx lansează Critică partidului de la Gota.	
În 1878 sunt scoși în afară legii, până în 1890.Cei mai mulți lideri se stabilesc în străinătate, în exil, mai ales în Elveția.Se publică ziare social-democrate în exil, iar activitatea politică în Germania nu dispare.Membrii lor candidează sub alte nume.	

În 1890 are loc înlăturarea lui Bismarck de la conducerea Germaniei, dându-și demisia din funcția de cancelar în urma unor conflicte între el și Wilhelm II.Concepțiile și viziunile erau diferite.	
Bismarck voia să se adopte o lege care în mod definitiv să îi scoată în afară legii pe socialiști; Wilhelm   dorea să rezolve problemele sociale și îi cere demisia lui Bismarck.	
În 1890 au fost abrogate legile care i-au scos în afară legii pe social-democrați.	
Imediat, anul următor, are loc un congres.Social-democrația germană organiza anual congrese.	
În 1891 are loc un congres la Erfurt, când s-a adoptat programul acestui partid, scris de principalul idolog, Kautsky.	Acest program prezintă o serie de solicitări. În ceea ce privește acordarea de drepturi politice (social-democrații germani cereau dreptul de vot și pentru femei), cereau desființarea armatei permanente.
Au fost adoptate mai multe legi privind asigurarea pe caz de bătrânețe, boală și accident.Cereau ziua de muncă de opt ore.Burghezia era o clasa socială simplu stratificată, dar numeroasă (7 milioane, conform sociologilor germani).	
Acest program de la Erfurt a influențat și alte partide, care au elaborat programe politice copiind programul de la Erfurt.Ultimele alegeri în Germania au loc în 1912, iar PSD obține aproximativ 35 % din voturi.Este cel mai numeros grup parlamentar din Reichstag, dar nu au majoritatea.O parte din profețiile lui Marx nu se confirmă .Social-democrații au crezut că a sosit momentul să se revizuiască marxismul.Numele de care se asociază criza revizionistă este cel al unui important lider, ideolog, cel mai apropiat colaborator al lui Engels ,Eduard Bernstein.	
Bernstein a scris mai mult lucrări, cea mai importantă apărând în 1899, tradusă în mai multe limbi.La 1900, când apare cartea, evoluțiile anticipate de Marx nu s-au confirmat ca lupta de clasǎ.	
În Germania a avut loc o singură greva la Ruhr. Rată șomajului a fost aproape 2.8 %, .	Nu aveau cele mai mari salarii, fiind depășiți de francezi, englezi, americani.În plus, Marx mai spunea că avea loc un proces de strângere a resurselor în mâna unei singure clase.	
Totuși, salariile crescteau , apărea un acționariat.Sarcinile PSD sunt în privința adoptării de reforme, care însă nu schimbă societatea.	
În 1904 a avut loc un congres al Internaționalei a II-a, Congresul de la Amsterdam, care a discutat problema revizionismului, condamnându-l pe Eduard Bernstein de „erezie”.	
Revizionismul este respins pentru că marxismul creează o anumită unanimitate, dar în practică, revizionismul este tot mai mult pus în operǎ.Germania cunoștea socialismul municipal, socialiștii conducând marile orașe (Berlinul are primar social-democrat).Dar Bernstein își făcea și mai mulți discipoli.

## Republica de la Weimar

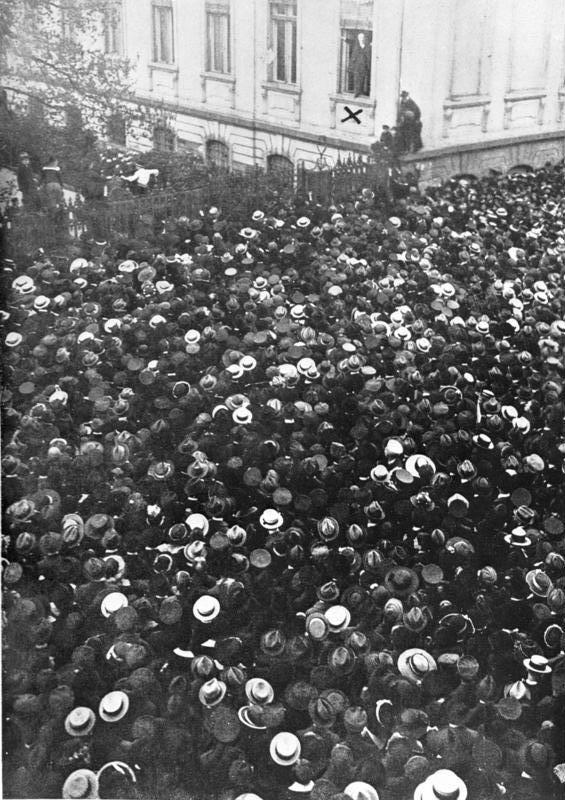
Philipp Scheidemann se adreseaza multimii

Perioada Republicii de la Weimar a fost o perioadă din istoria Germaniei care a durat de la sfârșitul Primului Război Mondial până la ascensiunea lui Hitler la putere. 
Deși este considerată a fi o perioadă constituțională democratică și marcată de dezvoltare culturală, a fost plină de dificultăți. Nici măcar o generație nu a beneficiat de avantajele și nici nu a suferit din plin de dezavantajele sale, fiind cuprinsă din plin de drama înfrângerii. 
Republica de la Weimar a fost o perioadă de experimentare a democrației. Urmele imperiului au dispărut complet, iar societatea era marcată de o anarhie organizată. Nici nu se încheiase războiul dar au fost inițiate mișcări revoluționare. 
Germania, deși a avut un rol ofensiv extrem de periculos în război, l-a pierdut datorită limitărilor economice și epuizării populației. 
La începutul lunii octombrie 1918 a fost schimbat guvernul, fiind adus un civil în fruntea acestuia, iar militarii urmăreau să lase răspunderea pe seama civililor. 
Liderul guvernului german, împreună cu liderul guvernului austro-ungar, i-au cerut președintelui american încetarea războiului. 
Însă răspunsul a întârziat două săptămâni și a fost unul nefavorabil prin care se cerea capitularea și implementarea unor schimbări profunde. 
Pe 11 noiembrie 1918 a fost semnat armistițiul. 
Germania s-a prăbușit din interior printr-o disoluție. 
Mișcarea a pornit din orașul Kiel unde era amplasată flota de război, ce a primit ordin de a ieși în larg și a provoca flota britanică, însă s-a dovedit a fi un atac sinucigaș, marinarii au protestat astfel, începând "revoluția germană" ce a schimbat vechea ordine. Muncitorii din Arsenal au intrat în greva, formându-se primele consilii ale muncitorilor și marinarilor. Revolta s-a extins în marile orașe germane de pe urma căreia au profitat forțele politice de stânga și pe 7 noiembrie socialistul independent Kurt Eisner a proclamat în Bavaria o Republica a Sfaturilor după model sovietic. Stânga socialistă era însă divizată între Partidul Social Democrat German-SPD, care solicită armistițiul, eliberarea deținuților politici și abdicarea Kaiserului și Organizația Radicală Spartakus-USDP, ce propuneau o revoluție bolșevică. 
Pe 9 noiembrie, revoluția s-a extins la Berlin și socialistul Scheidemann a proclamat Republica în timp ce spartakistul Liebknecht a proclamat Republica Socialistă. 
Împăratul Wilhelm al II-lea a abdicat. 
Pe 10-15 noiembrie au fost create 10 000 de sfaturi ale muncitorilor și soldaților în Germania, iar la Berlin s-a format un guvern alcătuit din 6 comisari ai poporului-3 de la SPD, 3 de la USPD, condus de Ebert. Pe 15 noiembrie s-a încheiat un acord între patroni și sindicate prin care se obțineau următoarele: ziua de lucru de 8 ore, libertatea sindicală, organizarea unor comitete de uzina, în timp ce reprezentanții socialiști ai muncitorilor au renunțat la revendicările privind naționalizarea. 
Armata s-a declarat neutră dacă era restabilită ordinea. Pe 28 noiembrie SPD a început pregătirile pentru alegerea Constituantei. Apar partidele de dreapta, în timp ce spartakiștii au devenit liderii extremismului de stânga. 
Conflictul dintre socialiști și spartakisti s-a agravat pe 6 decembrie. Guvernul a decis dizolvarea Comitetului Sfaturilor din Berlin, aflat sub control USPD. Comisarii USPD au părăsit guvernul, iar spartakistii au fondat Partidul Comunist. Capitala a fost cuprinsă de înfruntări violente între susținătorii USPD și SPD, iar guvernatorul Berlinului l-a destituit pe perfectul comunist al poliției. Spartakiștii au organizat manifestații ce au degenerat în conflicte armate cu forțele de ordine, satele erau însă neatinse de revoluție. Armata a fost chemată pentru a apară guvernul și pe 9-12 ianuarie au loc lupte sângeroase în Berlin, iar insurecția spartakista a fost învinsă și liderii spartakisti Rosa Luxemburg și Karl Liebknecht au fost arestați și executați. 
Reformarea a început să fie aplicată, fiind legalizate sufragiul feminin, liberalizarea moravurilor, politizarea tineretului. Republica a fost constestata însă de represiunea insurecției spartakiste. Regimul a fost determinat să-și asume responsabilitatea Tratatului de la Versailles. Deși a pierdut teritorii, Germania și-a menținut echilibrul și restrângerea teritorială drept efect al accentuării conștiinței apartenenței la germanitate. Revendicarea teritoriilor germane pierdute a devenit tema naționalistă după 1919. 
La 19 ianuarie 1919 a fost aleasă Adunarea Constituantă dominată de Coaliția Weimar-SPD, Zentrum, Partidul Liberal. Adunarea Constituantă era alcătuită din:
- SPD-39,7&
- Zentrum-21,9%
- Partidul Liberal-18 %
- Partidul Național German-10,6%
- Partidul Populist-4,6%
- USPD-5,3%

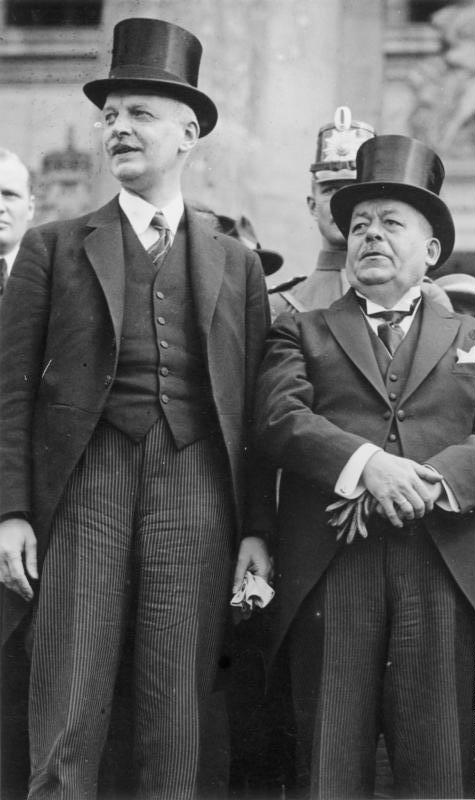
Wilhelm Cuno si Friedrich Ebert

După lungi negocieri, la 31 iulie 1919, Adunarea a votat proiectul de constituție al liberalului Hugo Preuss, evreu de origine, al cărui proiect inițial propunea un stat puternic centralizat pentru a distruge hegemonia prusacă, landurile să câștige autonomie relativă religioasă, educațională și economică, iar constituțiile și instituțiile să se conformeze dreptului federaL. Reich-ul deținea exclusivitatea competențelor financiare, militare și politicii externe. Opoziția de dreapta, tensiunile dintre autoritatea centrală și landurile (separatismul Rhenan, insubordonarea Bavariei, tentațiile revoluționare din Saxa și Thuringia) au făcut că proiectul să fie amendat, fiind preferat denumirea de "statul poporului" decât "stadul federal". 
Constituția de la Weimar a prevăzut egalitatea în față legilor, libertățile publice, apelul la referendum. Reichul german a devenit o republica cu 17 landuri, iar parlamentul era comus din adunările Reichstag, ales prin sufragiu pentru 4 ani ce vota legile și controla executivul și Reichsrat ce adună reprezentanții landurilor, iar puterea executivă era reprezentată de președintele Reichului ales prin vot universal pentru 7 ani și putea numi guvernul condus de cancelar. 
Friedrich Ebert, socialist, a fost ales că primul președinte din 1919 până un 1925, lăsându-l pe cancelar să guverneze și nu a intrat în conflict cu executivul. 
Mareșalul Hindenburg, monarhist convins, veteran, erou al războiului, a fost al doilea președinte din 1925 până în 1934. A respectat Constituția și atrăgea atenția opiniei publice. A fost reales în 1932 și a început să deconsidere poziția parlamentului în dauna statutului autorității centrale. 
Clasa politică era dominată de : 

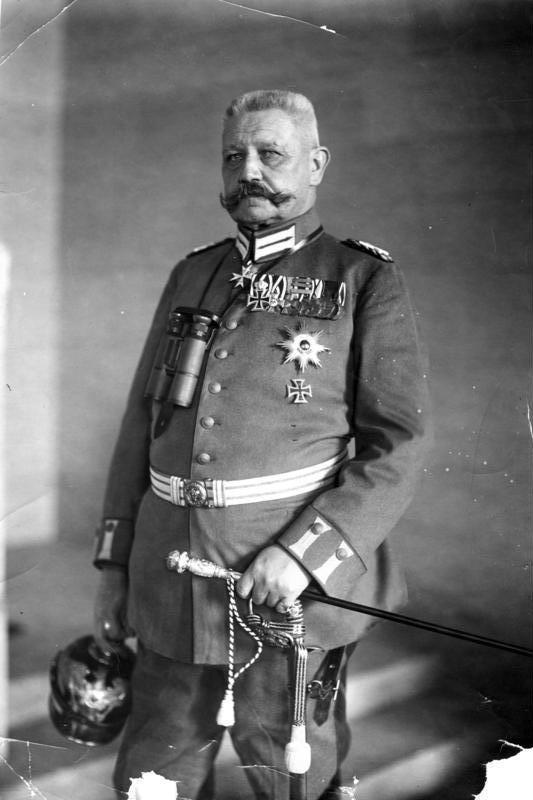
Paul von Hindenburg

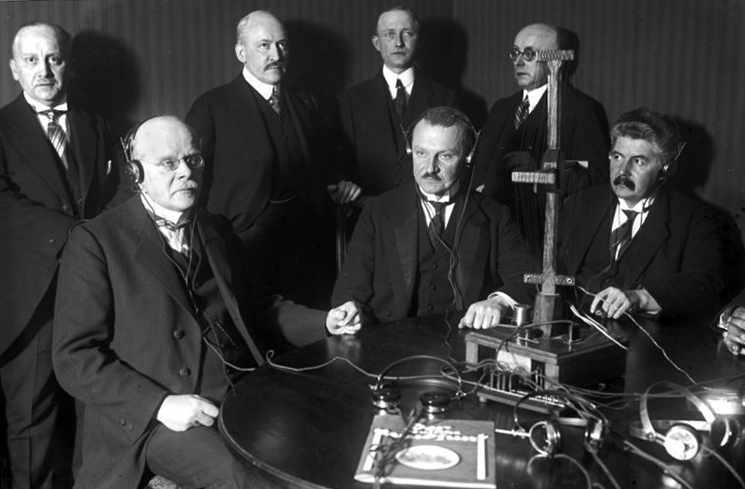
Wilhelm Marx

- Partidul Socialist-Democrat-SPD, care a fost principala forță politică, respingând modelele bolșevice și propunându-și reforme democratice, având un milion de membri, având scor de 38% în alegeri în 1919 și 20% în 1932, având ca lideri importanți pe Ebert, Scheidemann, Muller, iar baza sa electorală era în regiunile industriale.
- Zentrum, partid al catolicilor, erau ostili revoluției și având un electorat stabil, evoluând după 1925 spre conservatorism, a căror practici vor degrada democrația germană. A avut ca lideri importanți pe Bruning, von Papen, Wirth, și avea că zone electorale nobilimea sileziană , industriașii din Rhenania , țăranii bavarezi și muncitorii din Ruhr
- Partidul Liberal reprezenta aripa stânga a liberalismului german, fiind un partid de personalități și nu de mase, ostil dictaturii și violenței, având că lideri pe Rathenau și Max Weber, fiind votat doar de burghezia urbană
- Partidul Comunist-KPD respingea regimul de la Weimar și a încercat prin greve și insurecții să preia puterea fără succes, dar a reușit să impună guverne comuniste în Saxa și Thuringia, reprimate prin mod sângeros. Era dependentă de Internaționala a Treia și de ordinele primite de la Moscova și dispunea de 330 000 de membri disciplninati cu trupe de șoc-Frontul Roșu.
- Partidul Populist-reprezenta burghezia protestantă, era ostil socialismului și monarhismului, și încerca să preia puterea, având că personalități pe Stresemann, [Hjalmar Schacht|Schacht]], Stinnes și Thyssen, fiind sprijinit de industriași
- Partidul Național-German era alcătuit din pangermaniști, luterani și proprietari funciari din landurile estice, fiind ostil condițiilor impuse de Tratatul de la Versailles, iar din 1928, condus de un magnat al presei, Hugenberg, s-a orientat spre extremă dreaptă, colaborând cu NSDAP.

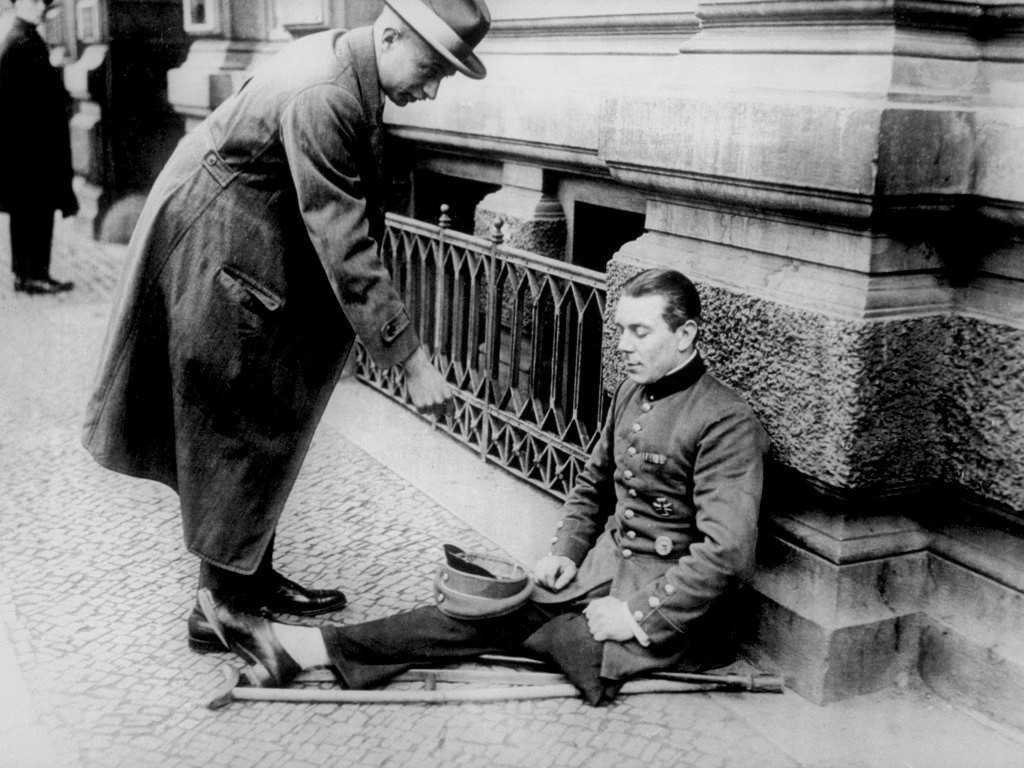
Veteran mutilat cersind

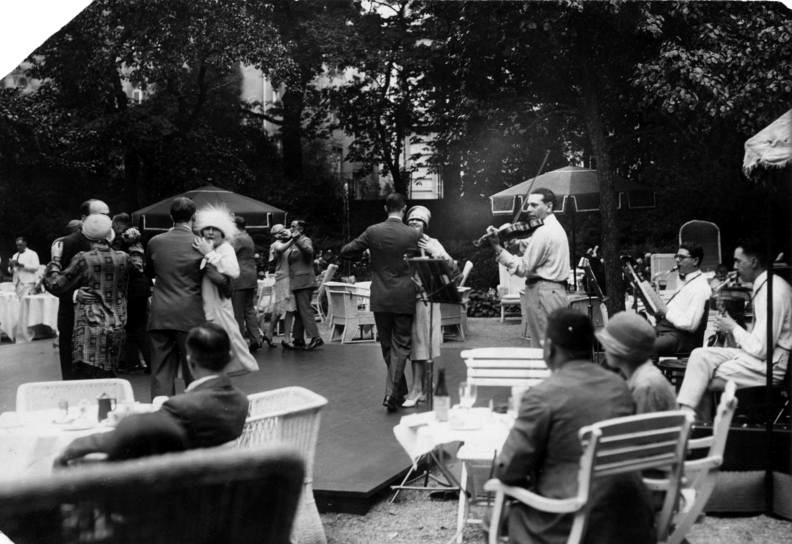
Soldati dansand pe Jazz

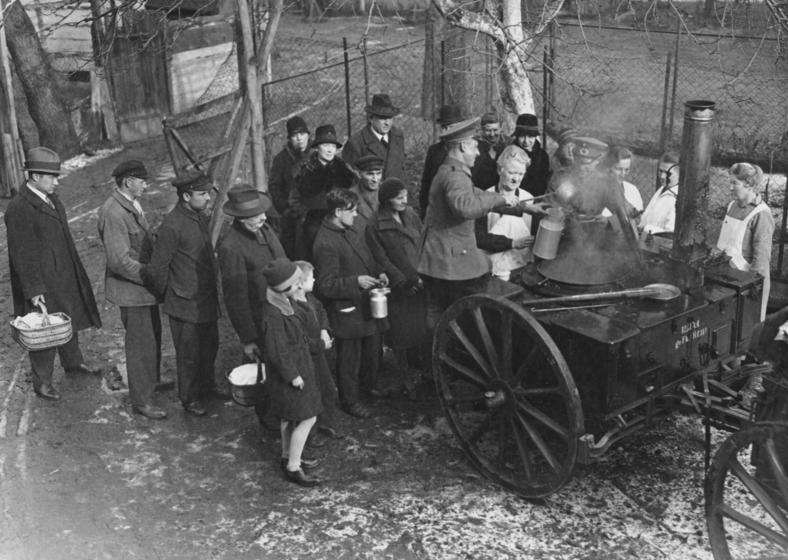
Soldati care ofera mancare saracilor

Armata sau Reichswerh a rămas ostil revoluției, a contribuit la reprimarea insurecției comuniste și salvarea socialiștilor. Însă au fost ofițeri activi care au participat la tentative de puci la Berlin și Munchen. Conducerea era preocupată de reconstituirea potențialului militar german prin antrenarea clandestină a voluntarilor și testarea de noi arme în Rusia, precum și formarea unor noi generații de ofițeri recrutați din rândul aristocrației. Ofițerii republicani au fost eradicați, iar din 1926, corpul de cadre a fost constituit, în 1930, armata luând poziție față de agitația politică. Noua generație de cadre militare era sedusă de național-socialism în timp ce ofițerii în vârstă erau conservatori și monarhiști. În 1932, după instaurarea regimului nazist, se alătură Fuhrerului. 
Au apărut și grupări paramilitare precum Căștile de Oțel (1918) ce numără 500 000 de membri, Secțiile de Asalt ce cuprindea 300 000 de membri național-socialiști în 1932, Frontul de Fier cu trupe de șoc antifasciste organizate de socialiști (1930) și Frontul Roșu cu trupe paramilitare comuniste cu peste 100 000 de membri, fiind interzis în 1929. 
Deși dreapta are câștiguri electorale, mișcările extremiste iau amploare. Se formează guverne de coaliție pentru că nici un partid nu obținea majoritate în Reichstag. În 1919-1923 este Coaliția Weimar la guvernare, în 1923-1928-partidele de centru-dreapta, iar în 1928-1930-marea coaliție alcauita inclusiv din socialiști și național-germani. 

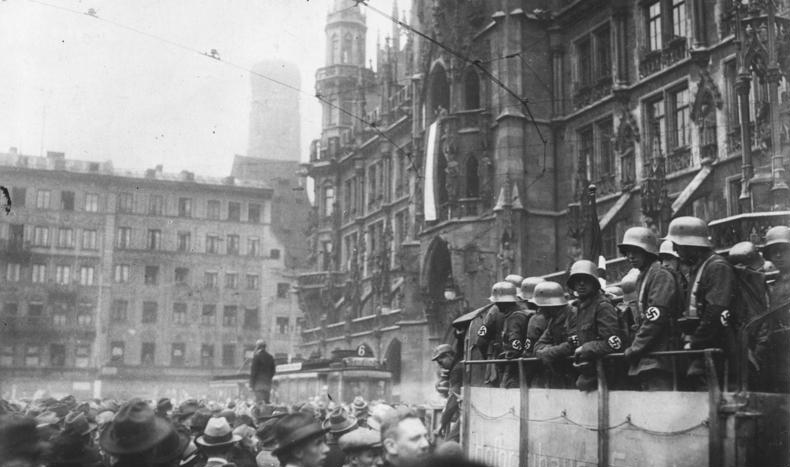
Puciul Halei de Bere al lui Hitler

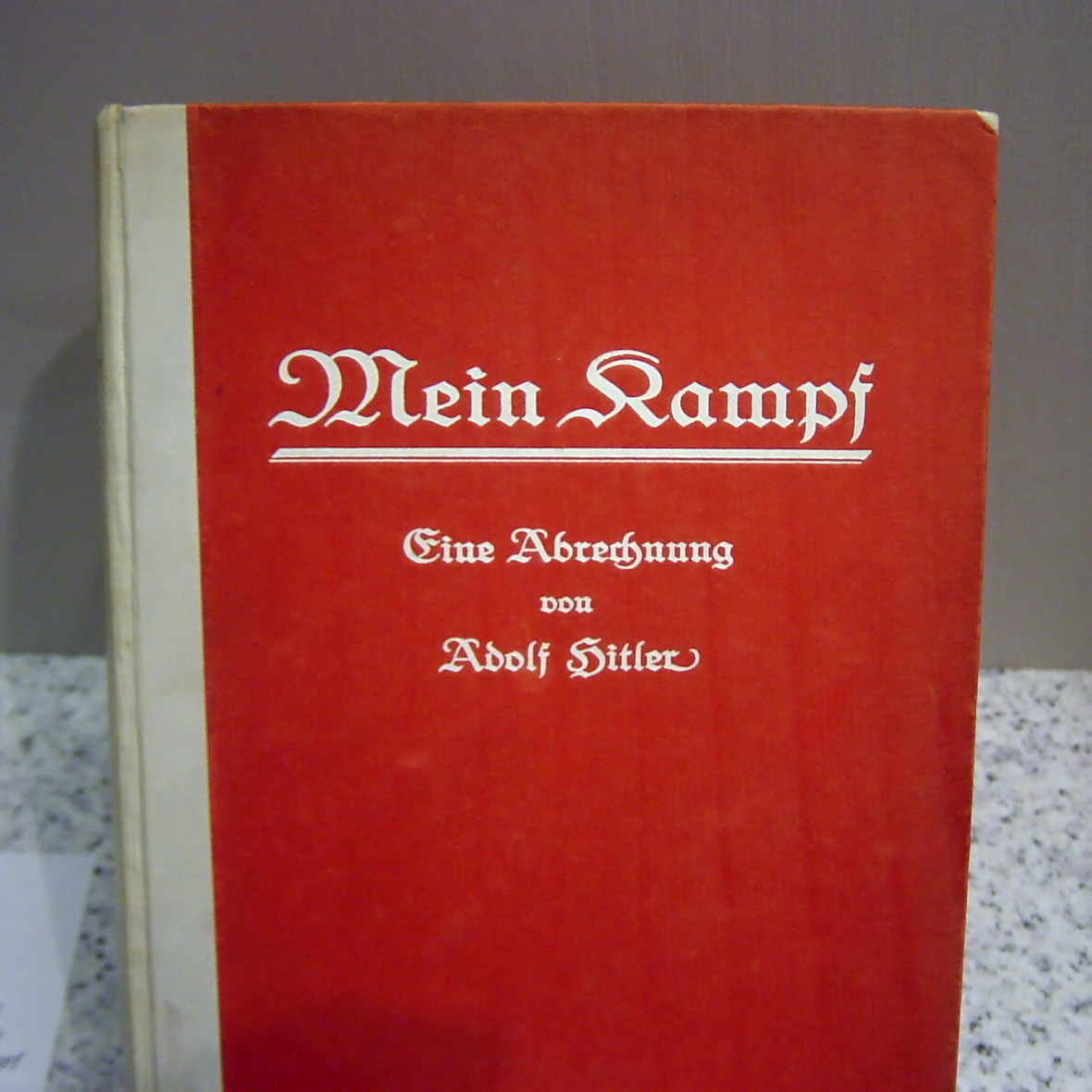
Mein Kampf

Cabinetele erau minoritare după 1930, fiind numite de președinte, guvernând fără sprijinul parlamentului prin decrete, sumbinand Constituția. Reichstagul a fost dizolvat repetat între 1930-1932, iar instabilitatea ministerială (19 guverne în 13 ani) marca societatea germană. 
Părea că Republica de la Weimar eșuase. În 1920, Puciul monarhist Kapp este reprimat, iar în 1923, Puciul Halei de Bere al lui Hitler este înăbușit. Hitler era un anonim care încerca să instituie o dictatură de dreapta în Germania, printr-un marș de Feldherrnhalle în Munchen, la 9 noiembrie 1923. Aflat la închisoare, arestat pentru tentativă de puci, a scris lucrarea ideologică Mein Kampf. A fost eliberat repede în 1924 pentru bună purtare, însă își păstra dorința de a obține puterea. 
Situația noului regim era precară, cuprinsă de sărăcie, agitație socială și politică. Extremă stânga s-a manifestat violent, în 1920 ocupând cu armata roșie câteva orașe din Ruhr, iar în 1921, greva insuretionala a fost reprimată violent. 
În 1920, puciul organizat de o brigada franca de la Marea Baltică a eșuat. Numărul asasinatelor crescuse, fiind o adeverata "teroare albă"-376 de crime, dintre care 354 fiind îndreptate împotriva stângii sau moderaților. 
Guvernul Guno a frânat livrările în natură destinate reparațiilor de război. Pe 11 ianuarie 1923 Franța a ocupat Ruhr și guvernul german a organizat rezistență pasivă. Economia s-a dezorganizat, inflația făcea ravagii, iar noul guvern de coaliție condus de Stresemann a pus capăt rezistenței pasive și a reluat plata reparațiilor. 
În 1923 Rhenania și-a problamat independența cu sprijinul trupelor franceze, însă fără succes, iar în Saxa și Thurigina sunt înfrânte insurecțiile comuniste, iar în noiembrie 1923 a fost rezolvată criza bavareză. 
Inflația s-a agravat, un dolar fiind 4,2 mărci în 1914, iar în 1920-84 mărci, 1922-186 mărci. 

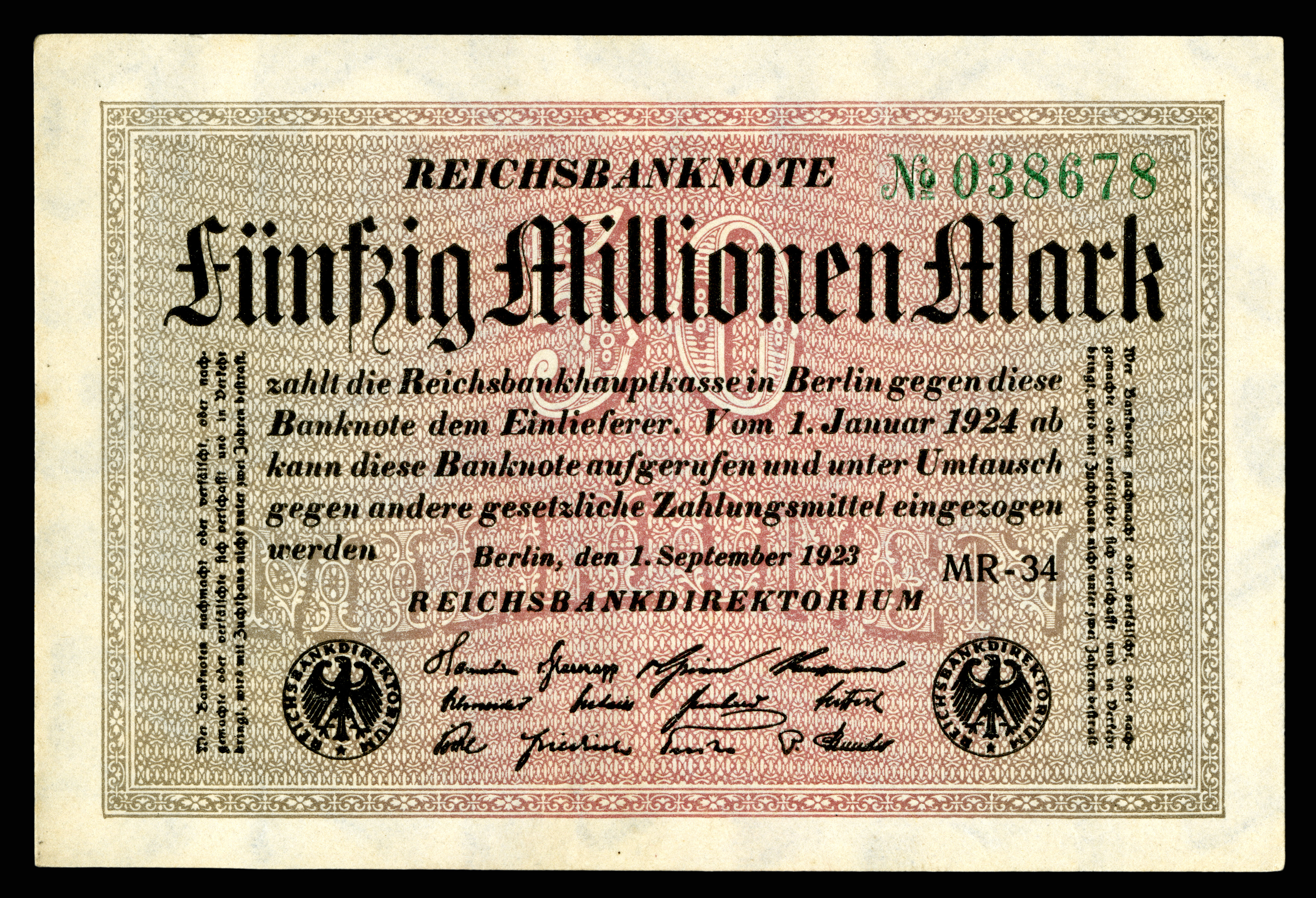
Bancnota de 50 de milioane de marci- 1923

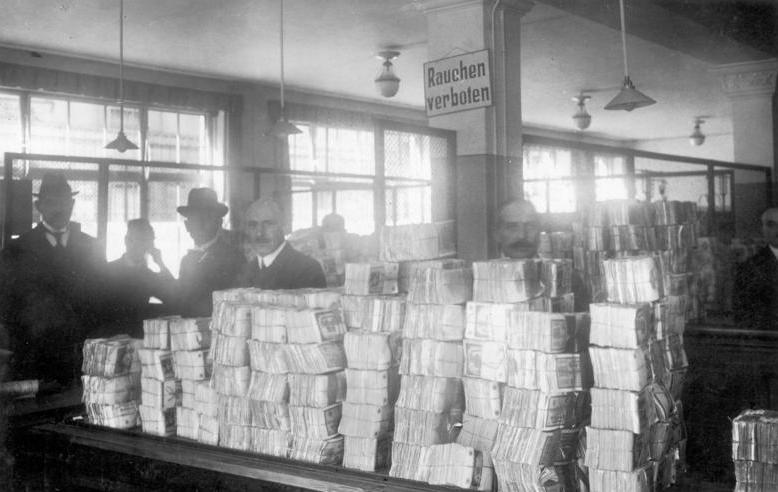
Bancnote

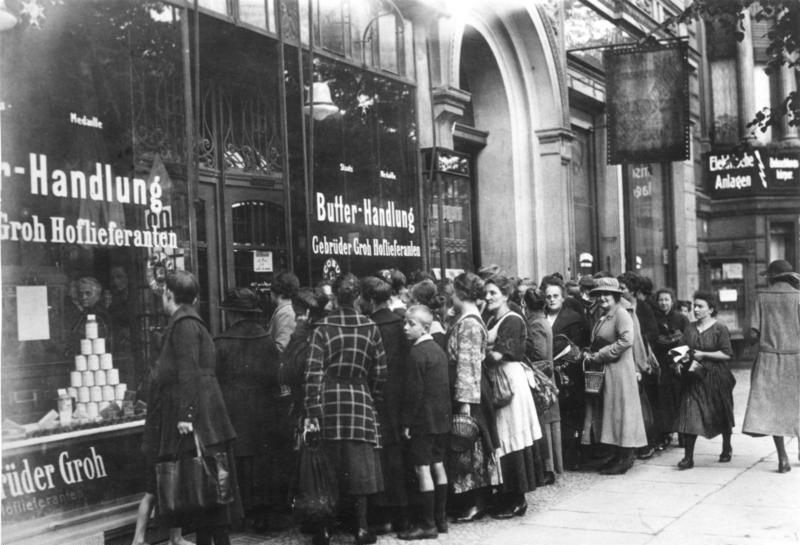
Cozile la magazine-efectele hiperinflatiei

Germania a achitat în bani și în natură 8,2 miliarde de mărci de aur în perioada 1919-1923, însă rezistență pasivă a costat-o 3,5 miliarde de mărci de aur. Marca s-a prăbușit, în iulie 1922, un dolar valorând 410 mărci, în 1923 crescând de la 7260 la 4,200 000 000 de mărci. 
Viața cotidiană a germanilor a fost bulversată, prețurile și salariile variau zilnic, orașele și satele au fost autorizate să emită monede auxiliare, țăranii au revenit la troc. Nivelul de trăi s-a prăbușit, deținătorii de venituri fixe și micile întreprinderi au falimentat. 
În octombrie 1923, ministrul de finanțe, Schacht, a lansat Rentenmark, acoperită nu de aur, ci de recunoașterea datoriilor industriale și agricole de către stat. Moneda era calculată la 1RM=1 miliard de mărci. Moneda națională era detașată de etaloanele și criteriile de valoare tradiționale, corupte datorită speculațiilor. Austeritatea bugetară, fixarea și blocarea dobânzilor pentru credite de către Reichsbank au contribuit la stabilizarea masei monetare. 

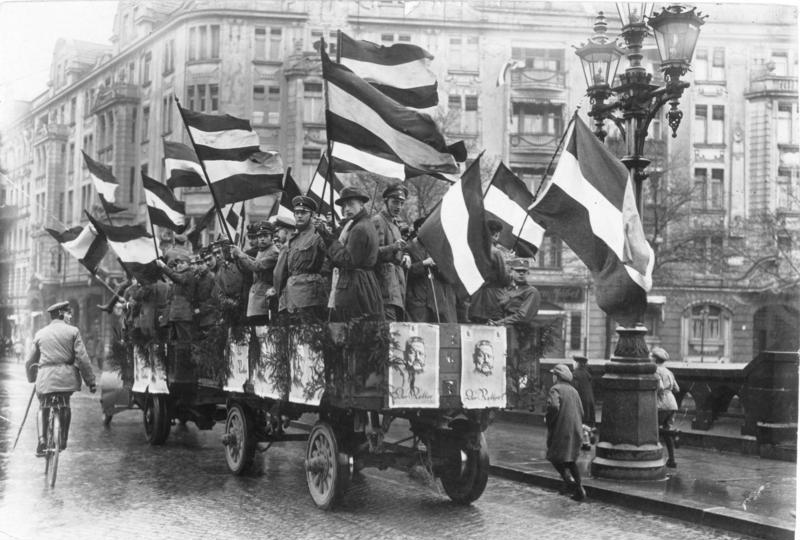
Propaganda electorala promovata de Hindenburg

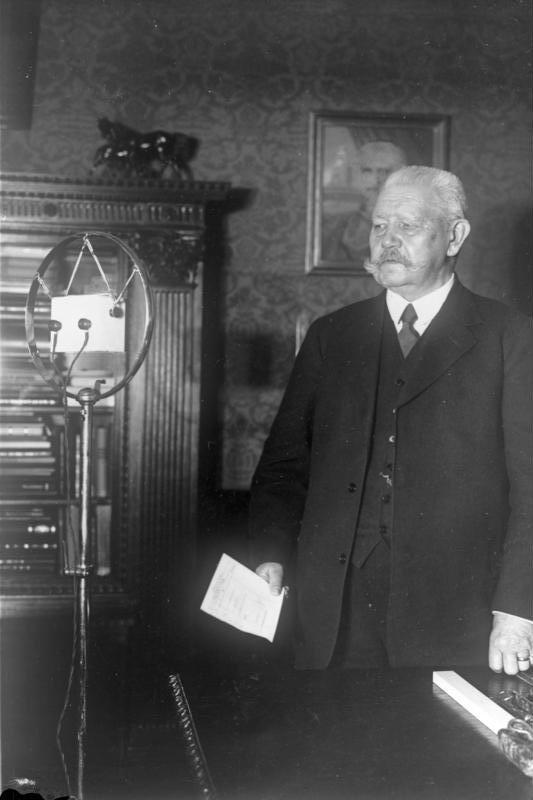
Paul von Hindenburg

Prosperitatea s-a reinstalat aparent, producția crescând încet și șomajul micsorandu-se. Se mizează pe raționalizarea producției și pe exporturile industriale, 72% din exporturi fiind produse manufacturate. În 1930 apar 3000 de carteluri, iar în 1932, 45% din societăți controlau 84% din capitalul industrial german. 
Solurile erau însă exploatate excesiv, proprietățile erau îndatorate, prețurile erau în urmă celor industriale, iar balanță comercială era deficitară. 
În 1925, alegerile prezidențiale sunt câștigate de mareșalul Hindenburg cu 15 milioane de voturi, învingându-i pe candidatul Zentrumului și pe Ernst Thalmann susținut de comuniști. 
Bălanța plăților a fost echilibrată prin aflux de capital străin, Germania devenind cel mai mare importator de capital, doar 1/4 din întreprinderile germane beneficiind de investiții. Dar din cauza crizei din 1929 fondurile sunt retrase, iar economia aparent prosperă se destabilizează. 
În 1930, privată de credite, Germania supraindustrializată nu a putut să exporte suficient pentru a plăti importurile de materii prime, iar producția s-a prăbușit în 1932 cu 50% față de 1929. Șomajul a crescut de la 1,5 milioane în 1929 la 6 milioane de germani rămași fără muncă în 1931. Se dezvoltă o antipatie împotriva capitalismului considerat vinovat pentru criză. Forțele politice au încercat diferite soluții pentru ieșirea din criză, iar marea industrie a solicitat relansarea investițiilor prin scăderea fiscalității și economiei bugetare. În 1931 s-a impus scăderea salariilor muncitorilor, iar în 1932 se cerea relansarea economică prin intervenția statului. Sindicatele reclamau indemnizații crescute pentru șomaj, proprietarii funciari au solicitat ajutoare, iar partidele de dreapta se opuneau creșterii impozitelor în timp ce partidele de stânga au refuzat o politică de austeritate. 
Guvernul Bruning a încercat să crească impozitele, scăzând salariile, prețurile și chiriile și a preluat o parte din capitalul bancar pentru a controla sistemul financiar și instaurând un control asupra schimburilor comerciale. Șomajul s-a agravat, iar guvernul și-a pierdut sprijinut oferit de socialiști, guvernând prin decrete-legi. 
În 1932 au loc alte alegeri prezidențiale în care Hindenburg a fost reales cu 19 milioane de voturi în defavoarea candidatului NSDAP, Adolf Hitler ce a obținut 13 milioane de votuir. În mai 1932 guvernul Bruning a căzut, fiind înlocuit de von Papen, reprezentant al Zentrumului, care a încercat să dizolve de două ori Reichstagul pentru a obține o majoritate. În urmă alegerilor marcate de incidente violente între stânga și național-socialiști, NSDAP a obținut 37 % din voturi-230 locuri în parlament, iar în noiembrie 1932 a înregistrat 33,1%, SPD-20,4%, iar Von Papen a fost nevoit să propună o coaliție cu Partidul Nazist, deși Hindenburg s-a opus. Von Papen a demisionat în decembrie 1932, iar succesorul sau, generalul Schleicher a încercat să instaureze o dictatură corporatistă pentru a distruge nazismul și comunismul, dar eșuează. În ianuarie 1933, Hindenburg l-a investit pe Adolf Hitler în funcția de cancelar al Reich-ului. 

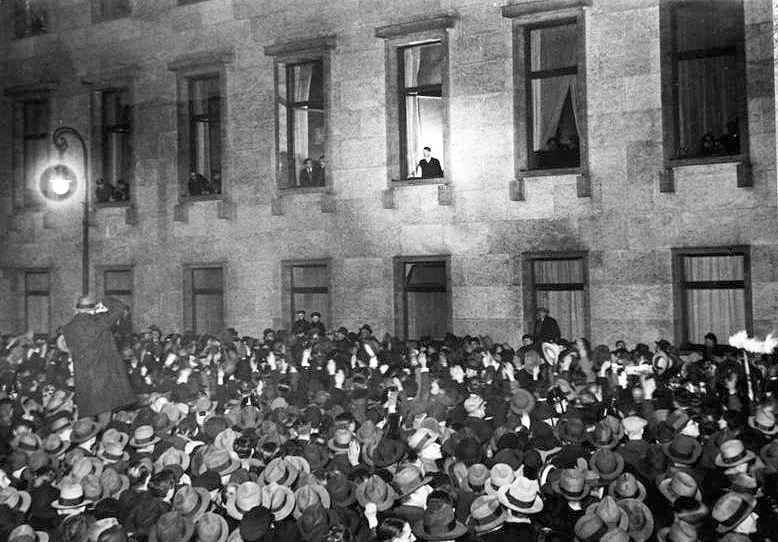
Aparitia publica a lui Hitler

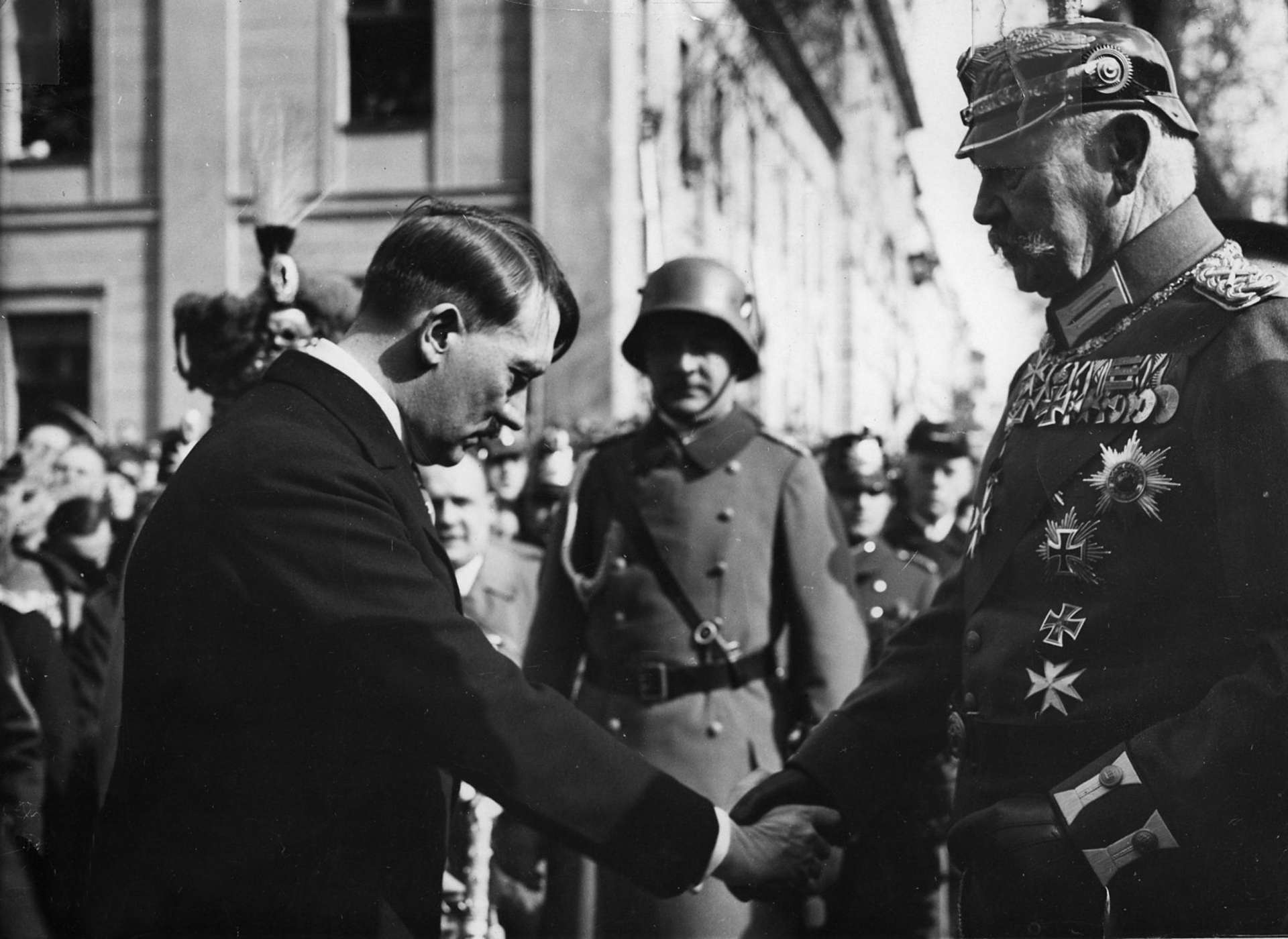
Hitler devine cancelar

Din 30 ianuarie 1933 până pe 2 august 1934, statul german s-a reorientat de la democrație la dictatură, Hitler deținând întreagă putere. A menținut formal Constituția de la Weimar, iar ideologia nazistă domină statul și societatea, creând premise aparent legale pentru a desființa constituția democratică. 
După incendierea clădirii Reichstagului, la Berlin, la 27 februarie 1933, SĂ-trupele Partidului Nazist au început primele acțiuni de persecuție împotriva social-democraților și a comuniștilor. Printr-un decret de urgență, Hitler a profitat și a suspendat drepturile politice de baza, legalizând persecuția rivalilor politici și inlaturandu-i din structurile de stat. 
În ultimele alegeri din 5 martie 1933, naziștii nu au putut obține majoritatea în parlament, în ciuda intimidării populației. În prima sesiune parlamentară, toți legislatorii, exceptând social-democrații și comuniștii, au fost arestat. Toată puterea legislativă a fost transferată în mâinile guvernului lui Hitler. 
Guvernul nazist a desființat federalismul nazist și a instituit dominația unipartita. Până în 1934, toate parlamentele landurilor au fost dizolvate și înlocuite de guvernatori ai Reichului noului regim. După interzicerea Partidului Social-Democrat, în iulie 1933, toate celelalte partide politice din opoziție au fost destrămate rapid, iar DNPV este obligat să se retragă. Partidul Nazist s-a proclamat partid de stat. 
Hitler a suprimat opoziția internă din cadrul partidului sau, iar trupele SĂ au fost considerate că fiind o amenințare pentru că cereau preluarea puterii militare a statului. La 30 iulie 1934, sub pretextul prevenirii unui puci, liderii trupelor SĂ au fost asasinați, acțiune represivă denumită autoapărare națională. 
La 2 august 1934, Hindenburg moare, și Hitler a preluat funcția de președinte al statului, autoproclamandu-se Fuhrer și Cancelar al Reichului German. Armata germană a fost obligată să depună un jurământ în față Fuhrerului. Germania devenea un stat al Fuhrerului, acesta fiind singurul punct de referință pentru grupurile de putere rivale. Teroarea, succesul în relațiile externe și măsurile sociale bine coordonate au consolidat imaginea Fuhrerului în percepția poporului german. Au fost create noi locuri de muncă, iar în doi ani, șomajul a fost redus la jumătate. Până în 1939, programele masive de înarmare au cauzat o criză a locurilor de muncă. Pentru a-i liniști pe muncitorii organizați prin constrângere în Frontul Muncitorilor Germani, acestora li s-au asigurat salarii mari, protecție împotriva șomajului și concedii plătite. Organizația nazistă de partid Kraft durch Freude a organizat manfiestari și excursii necostisitoare. Regimul și-a ținut sub observație camarazii naționali, chiar și în timpul liber. Ziua de 1 mai este consemnată că Ziua Muncii Naționale. 

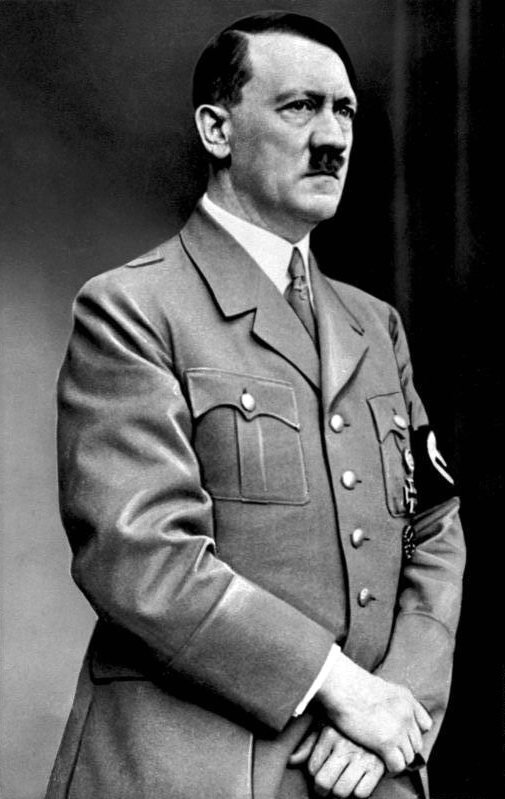
Adolf Hitler

S-a acordat atenție îndoctrinării tineretului, toate grupurile de tineret fiind absorbite de Tineretul Hitlerist și de Liga Fetelor Germane. Din 1936, toți tinerii de 10-18 ani au fost obligați să devină membri. Camera de Cultură a Reichului era sub conducerea lui Joseph Goebbels, ministrul propagandei, supraveghiind viață culturală. Lucrările literare care nu se conformau liniei partidului a fost distrusă. Cărți și lucrări ale lui Walter Benjamin, Erich Kastner, Thomas Mann, Sigmund Freud și Carl von Ossietzky au fost arse în public. Sute de scriitori au emigrat, că Bertolt Brecht și Ștefan Zweig și chiar Ossietzky, după ce a petrecut trei ani în lagăr de concentrare a primit premiul Nobel pentru Pace. 
S-au creat rețele de agenții naționale de supraveghere. În 1934, după eliminarea trupelor SĂ, elită detașamentelor, SS, a devenit cel mai important instrument de lupta împotriva adversarilor politici, menținând sub control departamente ale poliției și serviciilor secrete. Forțele SS au preluat administrarea lagărelor de concentrare, iar în 1939, au fost închise 25 000 de persoane neloiale. 

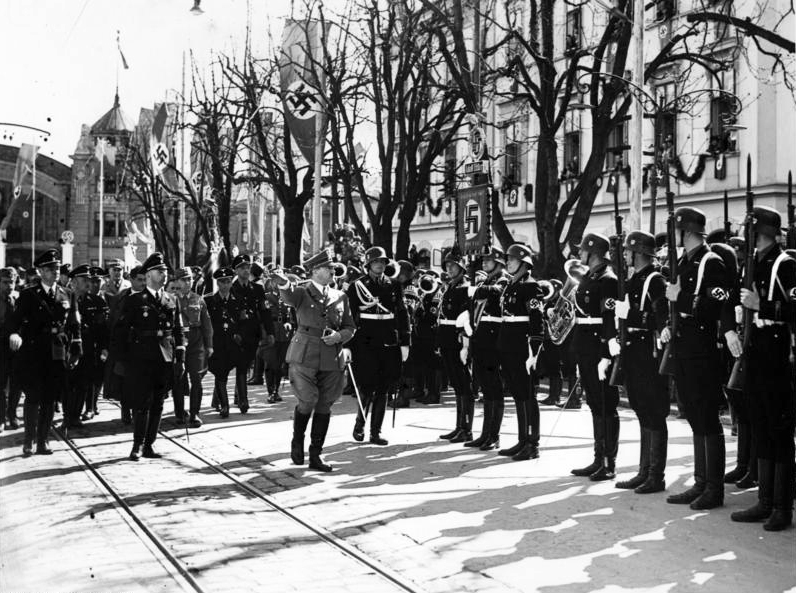
Hitler si trupele SS

Grupările SA, incitați de ziarul antisemit Der Sturmer, a organizat atacuri împotriva evreilor. Conducătorii naziști au transformat persecuțiile evreilor într-o activitate de stat. În aprilie 1933, Goebbels, ministrul propagandei, a organizat un boicot național al afacerilor evreiești, iar Legea restabilirii serviciului civil al carierelor din 7 aprilie 1933 a lansat un va de decrete discriminatorii care-i obligă pe evrei să renunțe la profesie. Evreilor li se interzic practicarea medicinei și profesiile în domeniul culturii sau a avocaturii și era interzis orice contact cu populația ariană. 
Legile rasiale din 1935 au anulat toate drepturile politice ale evreilor, toți cetățenii Reichului fiind obligați să dovedească că au sânge german. Era considerat "evreu" numai cel care avea trei strămoși de origine evreiască și care practică iudaismul. În noiembrie 1938, liderii naziști au încercat să asasineze un diplomat german că pretext pentru declanșarea unui pogrom la scară largă asupra evreilor. În noaptea 9-10 noiembrie 1938, toate sinagogile și prăvăliile evreiești au fost incendiate. 100 de persoane au fost ucise și 30 000 au fost trimise în lagăre de concentrare. Evreilor li s-au impus taxa de răscumpărare de 1 miliard de mărci, și tot capitalul le era confiscat, iar proprietățile, acțiunile și bijuteriile erau vândute prin constrângere, urmând rapid lichidarea tuturor afacerilor și întreprinderilor evreiești. Economia s-a germanizat forțat. 

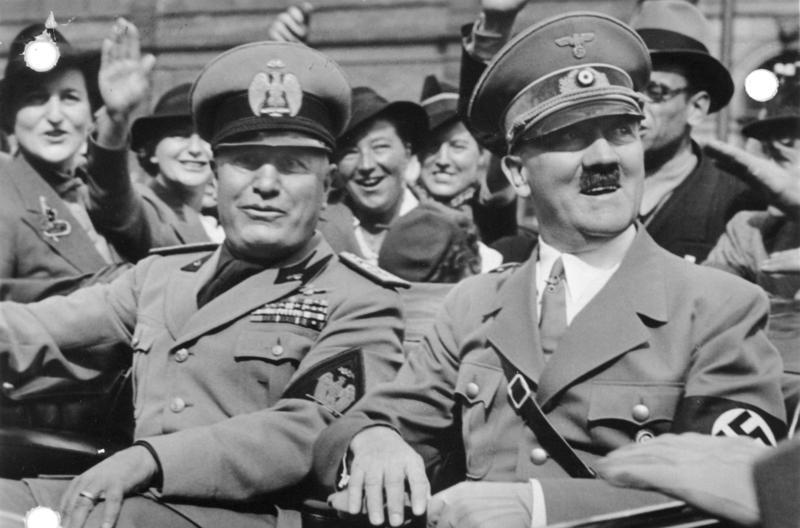
Hitler si Mussolini

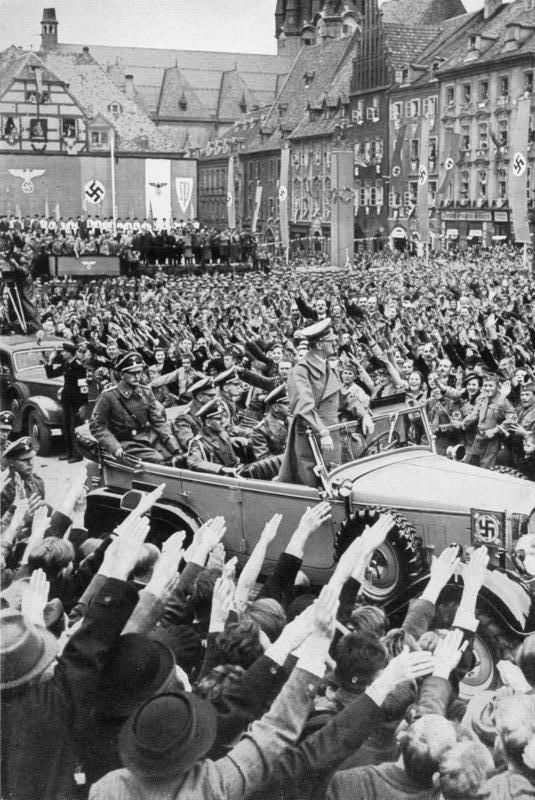
Hitler in regiunea Sudeta

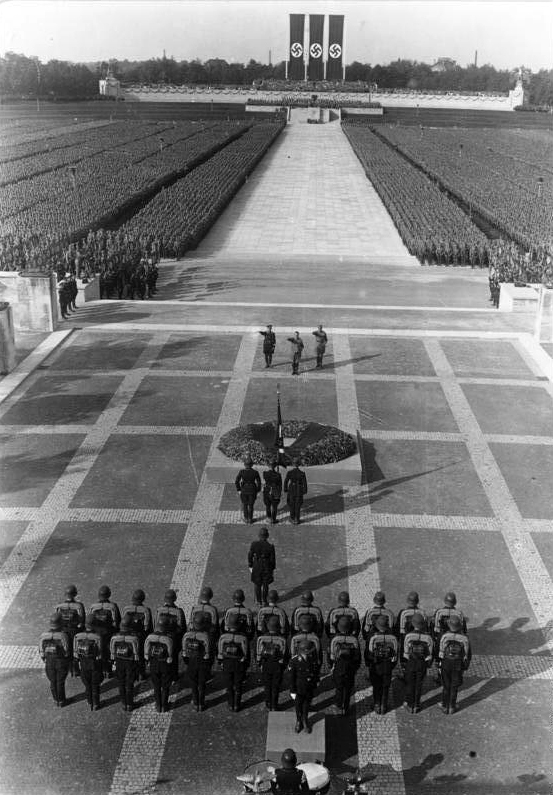
Parada nazista

Liderii naziști au recurs și la un program de emigrare forțată, stabilind un Birou al Emigrării Evreiești, însă din 1941, emigrarea a fost interzisă. Rromii, evreii, homosexualii și alte minorități etnice sunt ucise în masă. 
Hitler plănuia un război pentru a recupera teritoriile pierdute și a răzbună umilința Germaniei în Primul Război Mondial. Restricțiile impuse prin Tratatul de la Versailles au fost revizuite. În 1933, Germania părăsește Societatea Națiunilor, iar Hitler face cunoscută dorința de pace aparență. Acordul Reichului cu Vaticanul, menit să asigure drepturile Bisericii Catolice în Germania, pactele de neagresiune cu alte state și găzduirea Jocurilor Olimpice în 1936 au confirmat politică sa. În 1935, Sarlandul se alătură Germaniei printr-un plebiscit, iar puterile aliate recunosc dreptul de autodeterminare al germanilor. În 1935, Hitler introduce recrutarea obligatorie, anunță reînarmarea și semnează un acord naval cu Marea Britanie. În 1936, regiunea demilitarizată a Rinului este ocupată. Naziștii se implică în Războiul Civil din Spania și sunt înființate Axa Berlin-Roma și Pactul Anticomintern cu Japonia, fiind coaliții antosovietice. 
După Anschluss (anexarea și unirea Austriei cu Germania) și anexarea Regiunii Sudete prin Acordul de la Munchen, Hitler renunță la politică de pace după împărțirea Cehoslovaciei în martie 1939. Prin pactul Ribbentrop-Molotov de la 23 august 1939, Germania și URSS își împart sferele de influență în Polonia. 
La 1 septembrie 1939, trupele naziste au invadat vestul Poloniei sub un pretext înscenat, declanșând al doilea război mondial.

## Germania postbelică

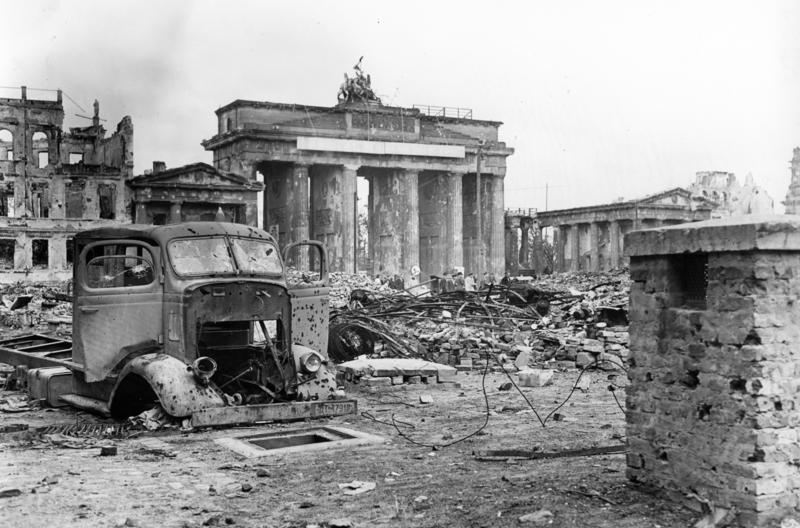
Berlinul distrus

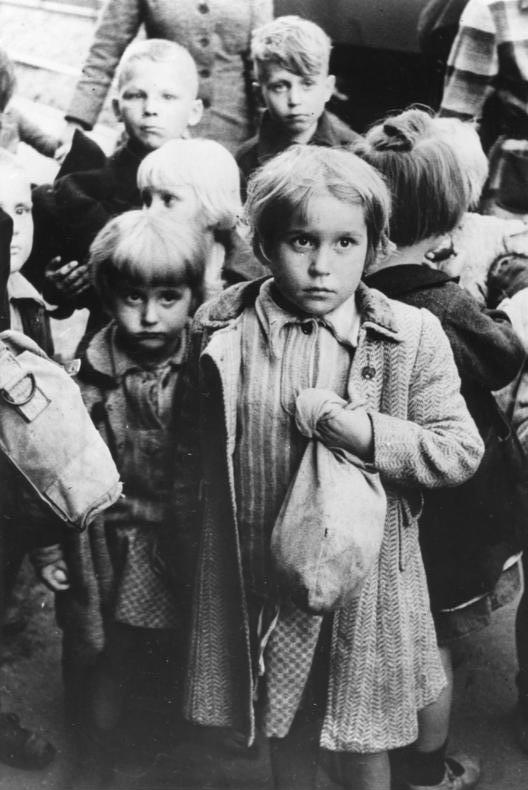
Copii germani deportat din Germania de Est

Zonele de ocupatie

După capitularea forțelor naziste, dominația nazistă a luat sfârșit. Consecințele distructive ale politicii naziste foametea, exodul populației au marcat primii ani de după război. Reconstrucția politică s-a aflat în sarcina Aliaților. Aliații au împărțit teritoriul și capitală în patru zone de ocupație. Au creat un Consiliu de Control al Aliaților și au demilitarizat tara. Austria a redevenit o republica separată, fiindu-i acordată suveranitatea după 10 ani. Saarland a intrat sub control francez, zona de la est de râurile Oder și Neisse a fost transferată Poloniei care a intrat sub control sovietic. Populația germană din regiunea sudetă, anexată de Cehoslovacia, a fost strămutată. Armata a fost dizolvată, iar statul prusac a fost desființat. La Nurnberg s-a desfășurat procesele asupra naziștilor acuzați de crime împotriva umanității. 
Repopularea a fost un fenomen la fel de dramatic, deși la nivel istoric a fost pozitiv.Germania ruinată, distrusă din punct de vedere economic, a trebuit să absoarbă în circa 2-3 ani după încheierea războiului circa 14 milioane de germani.	3 milioane erau germanii sudeți, eliberați, 10 milioane de germani din Polonia,   și încă un milion din teritoriile din est și din Balcani.Populația celor trei zone occidentale a crescut până în octombrie 1946 și din nou, până în 1949.Īn zona sovietică, populația a crescut în acești trei ani cu 300.000 de locuitori.
La aceste probleme demografice (peste 2 milioane de vieți omenești, prizonierii cca. 2-3 milioane în zona sovietică) se adaugă și dezechilibrul între sexe.În Europa, cel puțin, cu rare excepții, numărul femeilor este peste cel al bărbaților.Pierderile economice erau considerabile.	Ele pot fi privite din trei puncte de vedere:
- reducerea capacității de producție în perioada războiului
- despăgubirile
- distrugerile, demontările și interzicerea unor industrii în Germania

În privința distrugerilor ele variază de la 25 % în Ruhr, la 10 % în est.Germania a pierdut cam 15-20 % din capacitatea industrială din 1938.A pierdut 10 % din capacitatea industriei siderurgice, 15-20 % din industria chimică.
Diminuarea potențialului economic presupunea ca   prin acordul din 1946   să fie ridicate din zona de vest circa 1800 de întreprinderi, ulterior reducându-se mai întâi la cca 1000 și apoi la 500.	În zona sovietică au fost ridicate și demontate până în iunie 1948 cca 1400 de întreprinderi.Capacitatea industrială a zonei de est a fost redusă cu 80 % în siderurgie și cu 20 % în minerit.După aceea sovieticii au creat în est întreprinderi mixte a căror producție mergea majoritar în Uniunea Sovietică.	În plus, planul industrial adoptat de Consiliul de Control Aliat, care era o aplicare a celebrului Planul Morgenthau, privea dezindustrializarea Germaniei.Hotărârea aceasta din 1946 stabilea o listă lungă de industrii interzise (construcții navale, aeronautică, tractoare, mașini lente, aluminiu, benzină și cauciu sintetic, orice material de război, radio) și alte liste de limitări procentuale (25 % din producția din oțel din 1938).La pierderile economice se adaugă alte pierderi materiale.	Peste 2.3 milioane de locuințe, de clădiri distruse.	Orașe precum Berlinul, Dresda, Hamburg, Koln, Nurnberg erau toate grămezi de ruine.La Berlin se culitva cartoful în centru.
Pierderile teritoriale erau la fel de grele,oricum mai grele și mai puțin justificate din punct de vedere etnic decât în Primul Război Mondial.Nu doar că au fost pierdute teritoriile anexate din 1938, ci noua graniță s-a fixat mult în interiorul Germaniei, pe Oder și Neisse.		 	
Pe plan moral domina pesimismul, care acoperea sentimentele de la deziluzie, până la culpabilitate, mai ales după dezvăluirea crimelor și genocidelor ce au avut loc.Germanii căutau o cale pentru supraviețuire.Pe plan politic deja țara lor nu mai exista.	

Pentru cele patru zone de ocupație a fost impus principiul celor „patru D”:
1. Decartelizarea – Germania avea patru concerne monopoliste; ele erau legate de politica militaristă și au intrat în vizorul aliaților.	În domeniul bancar au apărut 20 de societăți bancare din cele trei trusturi.Între 1948-49 , odată cu evidențierea Războiului Rece, politica aliaților s-a schimbat și s-a renunțat la politica decartelizării
2. Demilitarizarea – Aliații au urmări desființarea unităților militare germane, a companiilor care produceau tancuri, avioane. Armata era grav compromisă pentru aservirea față de regimul nazist;  fiind condusă de mareșalul Keitel.Armata RFG va fi constituită dintr-o necesitate a Războiului Rece abia din 1955, după intrarea țării în NATO. Noua armată a RFG, Bundeswehr (Apărarea Statului) are în 1955 350.000 de oameni puternic specializați, profesioniști și având o altă ideologie.
3. Denazificarea – urmărea desființarea Partidului Nazist, a tuturor organizațiilor afiliate și distrugerea spiritului nazist din învățământ și cultura nazistǎ din spiritul oamenilor; în același timp, judecarea celor legați de Partidul Nazist, epurarea atingând proporții colosale. Până la sfârșitul lui 1946 au fost arestate și puse sub cercetare zeci de mii de persoane bănuite de a fi colaboraționiste. Sociologia a scos în evidență faptul că războiul a fost unul între trei ideologii: democrație, nazism și comunism. Americanii doreau să afle ce s-a întâmplat în Germania, așa că au adus și cerut completarea unor chestionare. Circa 12-13 milioane de oameni au completat chestionarul.Ernst von Salomon, scriitor de extremă dreapta, a scris o operă în legătură cu chestionarul. Procesul de la Nurnberg, ca și Procesul de la Tokio, a durat mult; a început pe 22 noiembrie 1945 și s-a terminat pe 1 octombrie 1946. Tribunalul Internațional a pronunțat sentințe pentru 12 de criminali de război: Ribbentrop, Rosenberg, Goring, Bormann etc. Au fost condamnări la închisoare/moarte și achitări.
4. Democratizarea – a fost înțeleasă în mod diferit în diferitele zone, în special în zona de ocupație din vest; americanii, francezii și britanicii au căutat instaurarea unui regim democratic, sovieticii însă ducând la fuziunea partidelor socialiste și la crearea unui partid comunist.

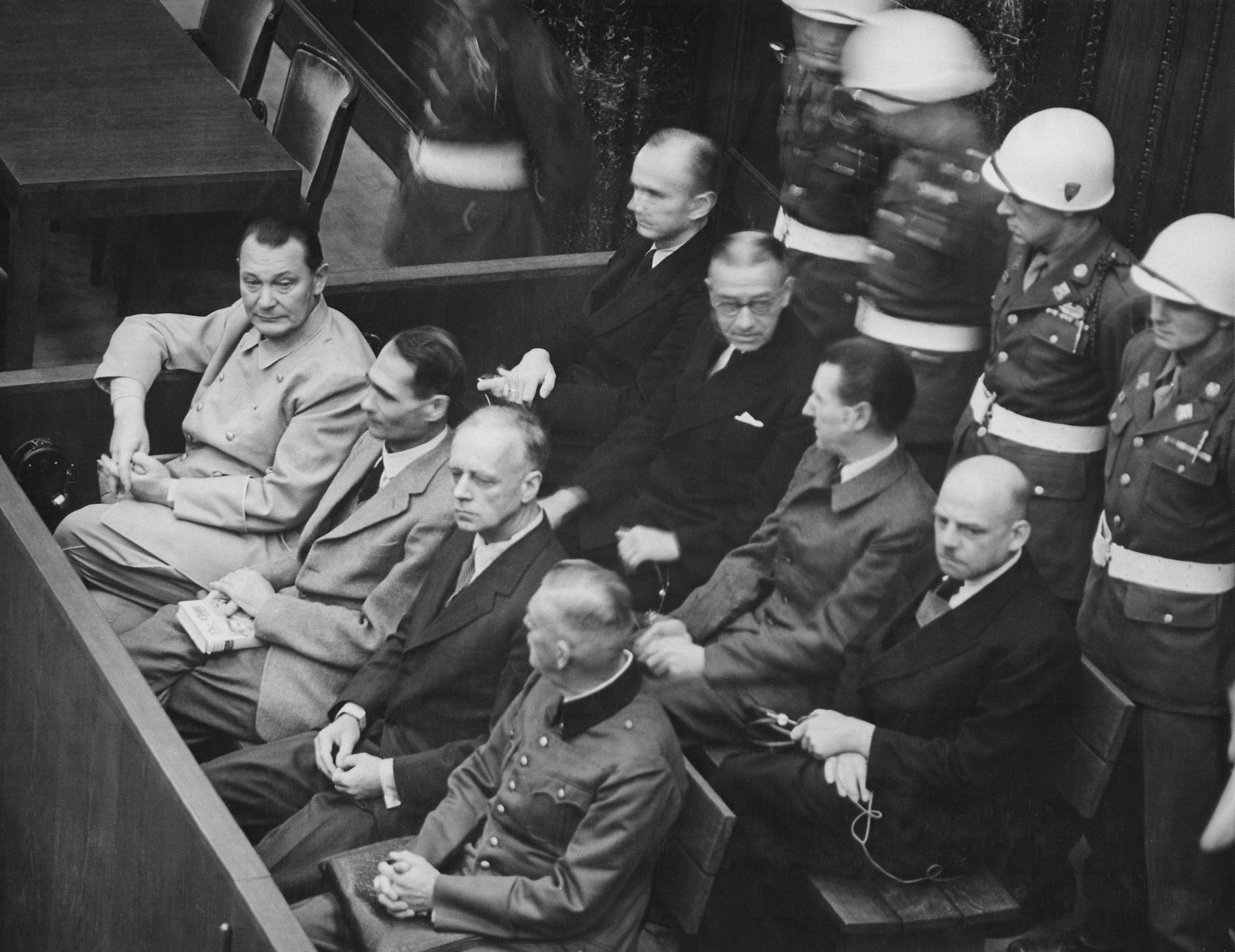
Procesul de la Nuremberg

După 1946, fiecare vest-german trebuia să completeze formulare de inspecție politică. Numeroși criminali de război au reușit prin intermediul atestatelor e deculpabilizare sau Certificate Persil să se spele de păcate. 
S-au creat state federale, iar în toamna 1946, au avut loc primele alegeri. În est, armata de ocupație sovietică, deși cerea formarea partidelor politice, Partidul Comunist a fost în totalitate sprijinit, condus de imigranți germani din Uniunea Sovietică ai Grupului Ulbricht. 
În iarna 1945-1946, în Germania, combustibilii și alimentele s-au epuizat. Problema a fost remediată de pachetele CARE (Cooperarea pentru expedieri americane în Europa), trimise individual populației germane din august 1946. După eșecul sovieticilor de a furniza suficiente alimente, Aliații din Vest au blocat plata despăgubirilor Germaniei către URSS. URSS planificase reforme agrare și exproprierile pentru a pregăti terenul pentru o economie planificată centralizată. În aprilie 1946, Partidul Social Democrat și Partidul Comunist au format Partidul pentru Unitate Socialistă, celelalte partide politice fiind integrate cu forță în unicul partid. 

Drapelul RDG

La 1 ianuarie 1947, americanii și britanicii au unificat zonele ocupate. Au implementat o reforma monetară în zona unificată, ca parte a planului Marshall. Pe 21 iunie 1948 a fost introdusă noua marcǎ germană. Când statele vest germane au introdus marca germană în sectoarele lor din Berlin, sovieticii au răspuns printr-o blocadǎ a orașului. Timp de 11 luni, Berlinul a fost aprovizionat printr-un pod aerian. 277 000 de zboruri au adus 2,3 milioane de tone de mărfuri în oraș înainte de ridicarea blocadei sovietice din 1949. Reformele monetare au fost urmate de înființarea a două state germane. În iulie 1948, Aliații au cerut premierului statelor federale să organizeze alegeri pentru constituirea unei Adunări Naționale. 
Miniștrii au elaborat constituția, semnată la 8 mai 1948 de către Consiliul Parlamentului, constituit din parlamentele statului federal, aprobat de aliați și proclamat la 23 mai 1949. În spațiul sovietic, Camera Poporului dominată de Partidul Unității Socialiste a semnat în mai 1949 o schița de constituție care trebuia să fie aplicată întregii Germanii. Pe 7 octombrie 1949 a fost înființată Republica Democrată Germană. Prin înființarea celor două state concurente, împărțirea Germaniei avea să dureze 40 de ani 

#### Germania de Est

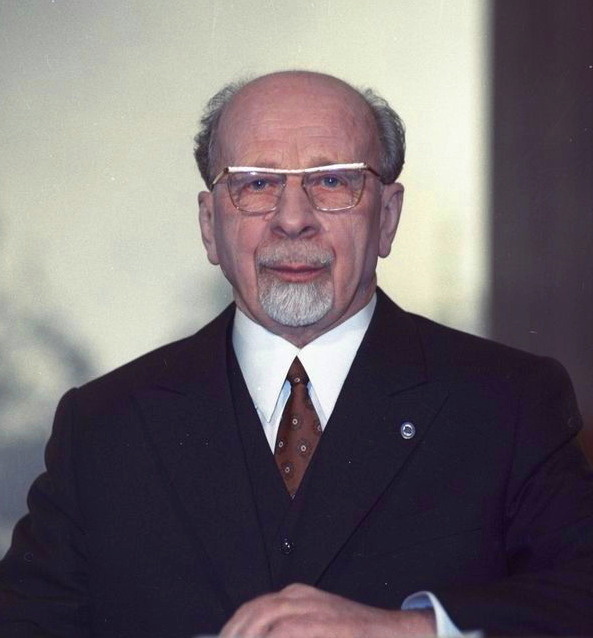
Walter Ulbricht
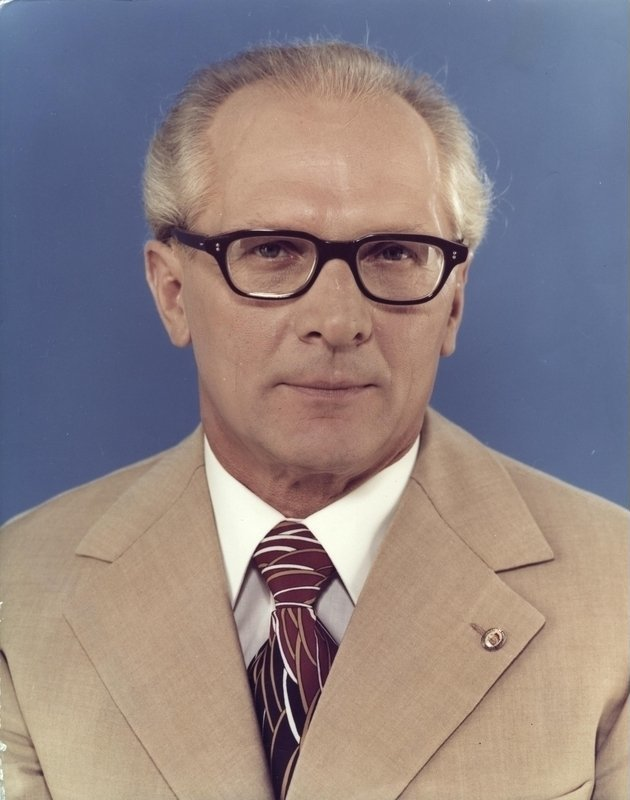
Erich Honecker

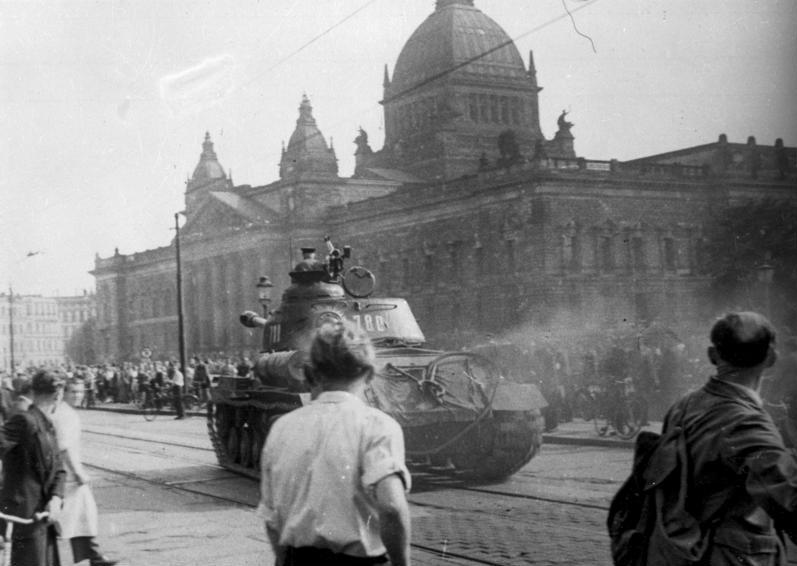
Tanc sovietic reprimand protestul, Leipzig

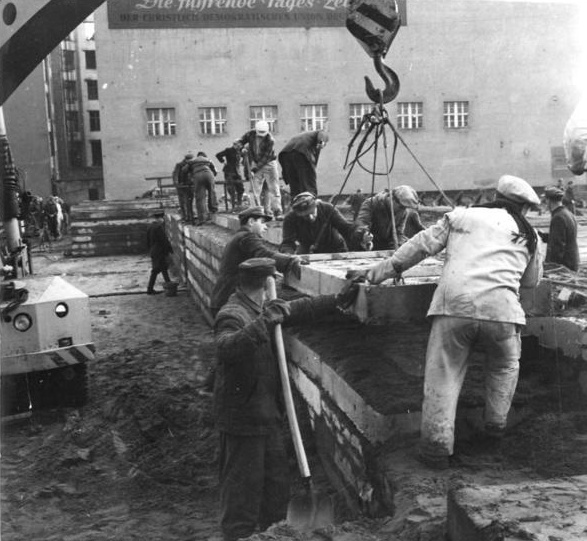
Construirea Zidului Berlinului

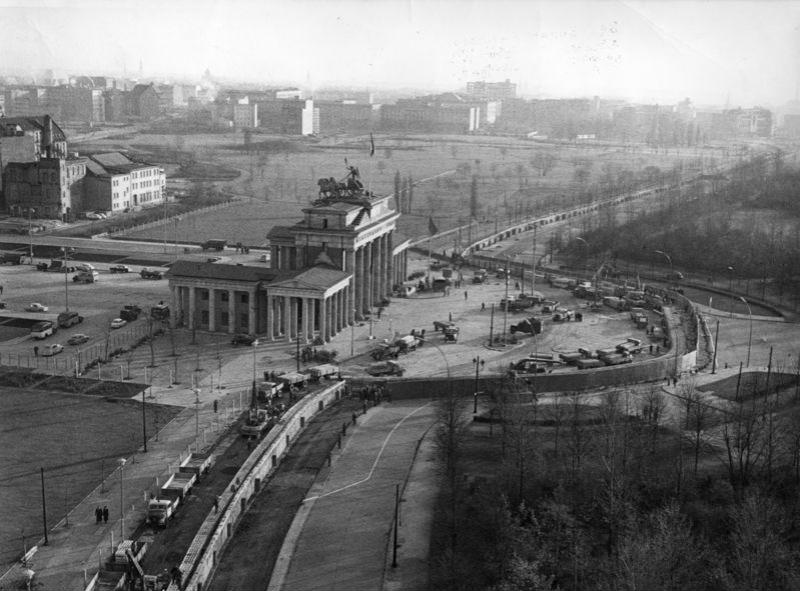
Zidul Berlinului-vedere aeriana

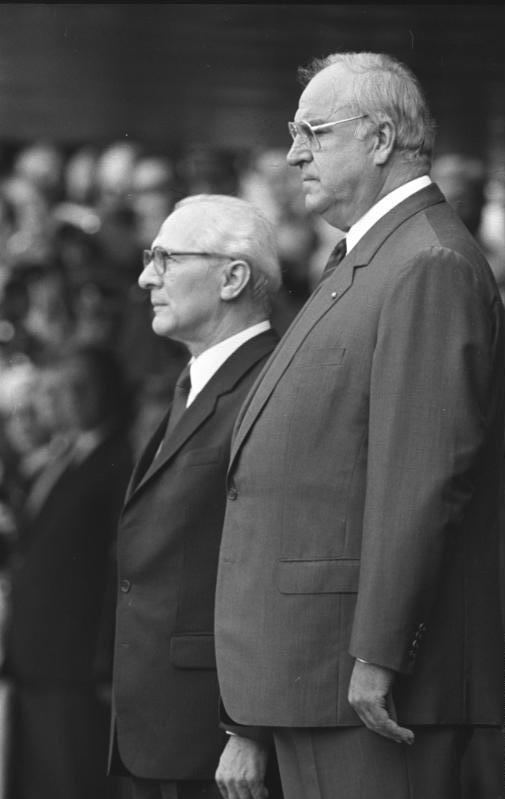
Erich Honecker si Helmut Kohl

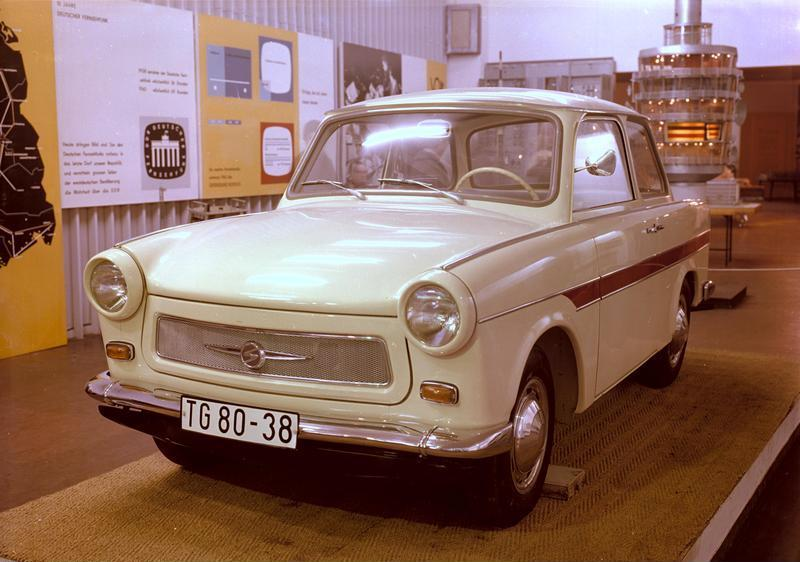
Trabantul

Aprovizionare aeriana

Unul dintre fondatorii Partidului Comunist German, Walter Ulbricht, a devenit primul secretar al Partidului Unității Socialiste a Germaniei –PUSG în iulie 1953. RDG a fost acceptată în Consiliul de Ajutor Reciproc-CAER. PUS a prezentat primul plan cincinal în 1951. În 1952, Aliații din vest au respins propunerea lui Stalin de creare a Germaniei neutre. Rezistența din partid și societate a fost înlăturată prin epurări și reprimări. Pe 16-17 iunie 1953, după mărirea normelor de lucru, au izbucnit revolte în Berlin și în orașele mari. Tancurile sovietice au reprimat răscoalele, iar guvernul a apelat la STASI, poliția secretă proaspăt înființată în cadrul Ministerului de Apărare, condusă de Erich Mielke. 
Agricultura a fost naționalizată prin cooperative de producție și întreprinderi publice. Nivelul de producție nu s-a îmbunătățit, determinând opoziția unei largi părți a populației față de guvern. A urmat revoltă „votul cu picioarele” al cetățenilor. 130 000 de cetățeni est-germani au fugit în vest, în 1953 numărul celor care părăseau RDG ajungând la 330 000, ulterior la  2,5 milioane de est-germani, o șeptime din populație   părăsind Germania de Est până la construirea zidului. S-a decis închiderea granițelor pentru a salva Germania de Est de colaps. 
Pe 13 august 1961, a fost construit Zidul Berlinului. Mulți cetățeni și-au pierdut viața când au încercat să traverseze Zidul. URSS continuă să exporte alimente în RDG. 
Secretarul general al RDG, Erich Honecker, care a preluat funcția din 1976, a proclamat socialismul realist. Populația trebuia să-și asigure pe cont propriu traiul. PIB-ul a crescut spectaculos și a atins punctul culminant în 1975. S-a implementat reforma locuințelor. Est-germanii cheltuiau doar 5% din venit în chirii în raport cu vest-germanii care cheltuiau 20% din venit în chirie. 

Serviciile medicale erau gratuite. Natalitatea crescuse. În 1974, RDG și RFG au fost primite în ONU, ambele participând egal la Conferința pentru Securitate și Cooperare în Europa-CSCE. În septembrie 1987, Honecker a fost primit la Bonn de către cancelarul vest-german Helmut Kohl, cu toate onorurile unui lider de stat. 
Țara nu putea finanța dezvoltarea societății. Din cauza mdoernizarii inadecvate, productivitatea a stagnat. Golurile financiare au fost ameliorate prin creditele obținute din RFG. 
În 1983, premierul Bavariei, Franz Josef Strauss, a acordat un împrumut de 1 miliard de mărci. Salariile au crescut, dar tot mai puține mărfuri erau vândute. Un cetățean trebuia să aștepte 10 ani ca să primească o mașină și era nevoit să cumpere Trabantul local de proastă calitate. Erau televizoare în 90% din case și prindeau posturi din vest. În urma nemulțumirilor, guvernul a accentuat propagandă și dezvoltarea STASI. 
Cântărețul Wolf Biermann a fost expatriat în 1976 fiindcă critica politica RDG. Sub protecția bisericii, au apărut mișcări ecologiste și pacifiste. În 1984, 32 000 de cetățeni au cerut permisiunea să părăsească RDG, până în 1988 numărul crescând la 110 000. Honecker a refuzat să aplice reformele impuse de Gorbaciov. 
În câteva luni, regimul RDG a fost înlăturat. 

#### Germania de Vest

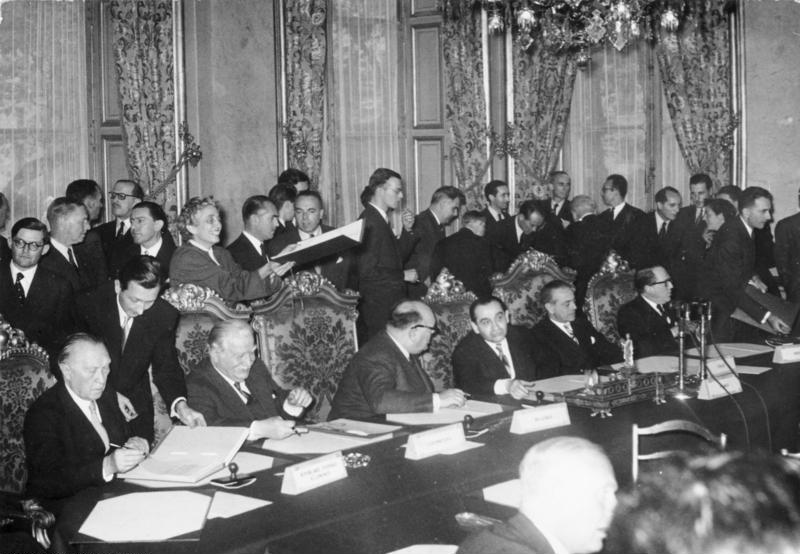
Aderarea RFG la NATO

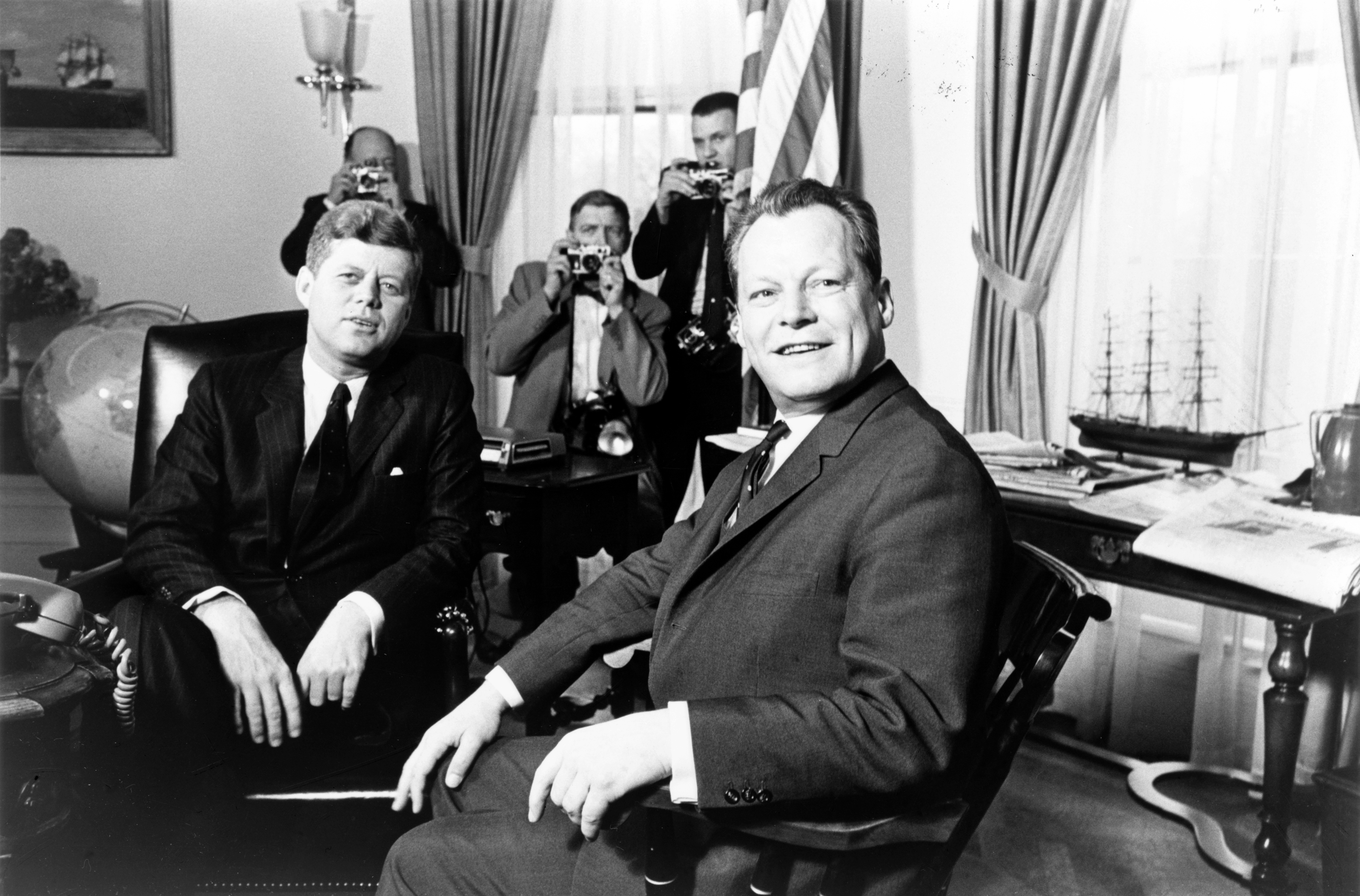
John F. Kennedy si Willy Brandt

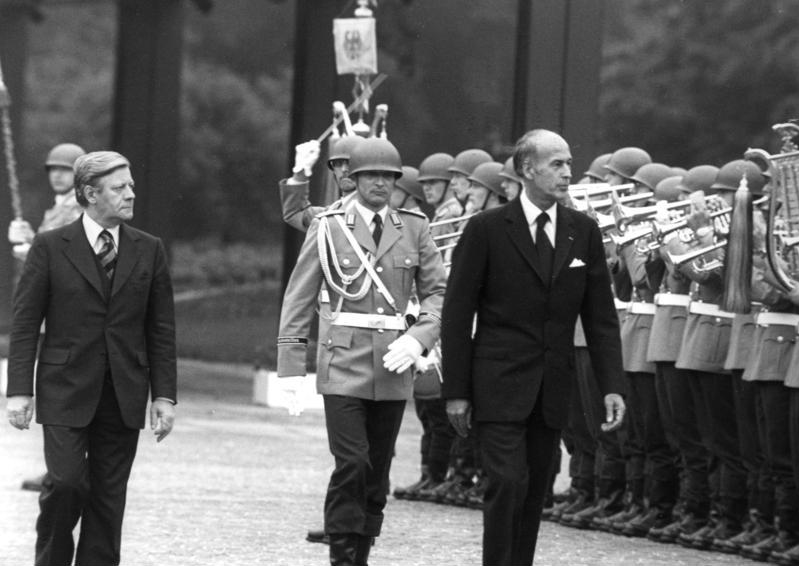
D' Estaig si Schmidt

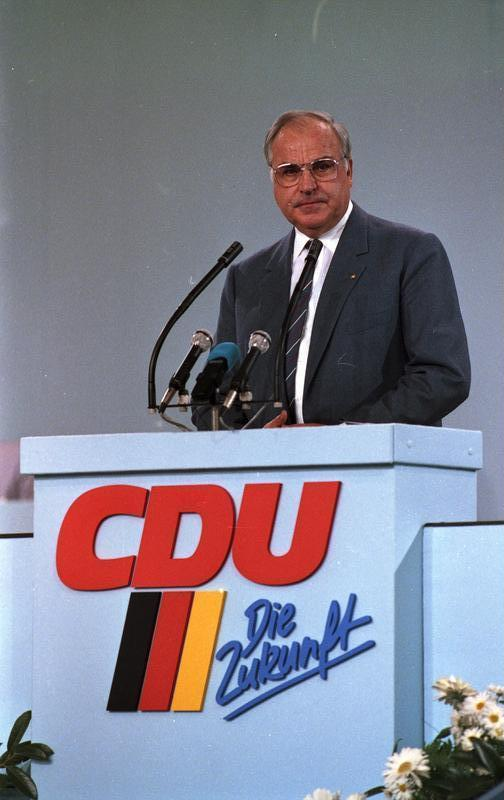
Kohl

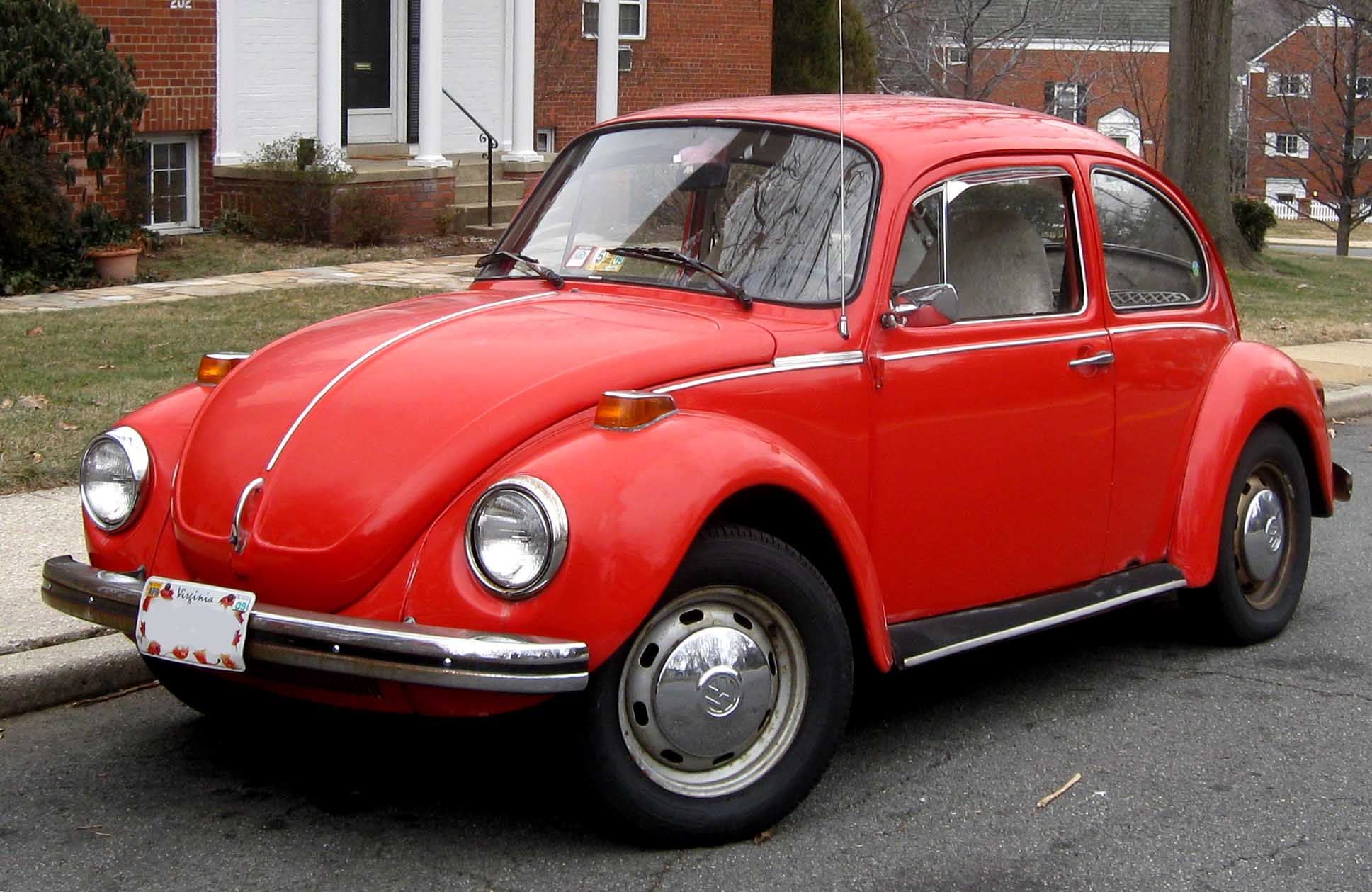
Volkswagen Beetle

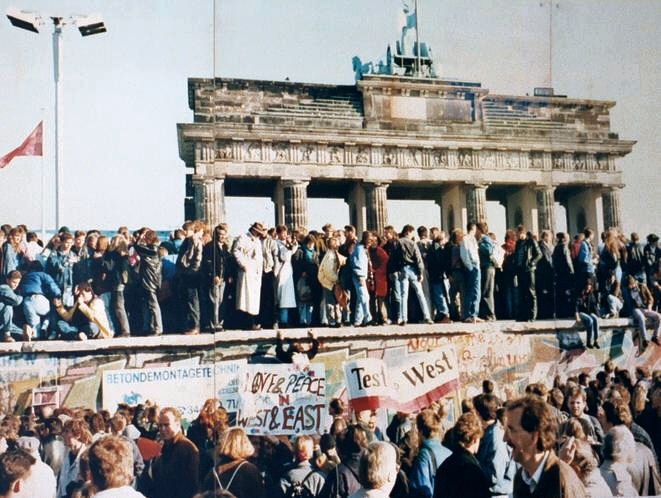
Caderea Zidului Berlinului

Republica Federală Germană-RFG și-a clădit un sistem multipartit, dominat de Uniunea Creștin Democrată și de Partidul Social Democrat. La 14 august 1949 au avut loc primele alegeri. Konrad Adenauer (UCD) a fost ales cancelar federal la o diferența de un vot. Acesta a urmărit să lege țara de occident. A facilitat aderarea RFG în Comunitatea Europeană a Cărbunelui și a Oțelului, în EURATOM și în Comunitatea Economică Europeană. 
În 1951, Tratatul de la Paris a pregătit terenul pentru că RFG să devină un stat suveran și să între în NATO în 1955. Adenauer a urmărit reconcilierea cu Franța, fiind încheiat Tratatul de la Elisee din 1963 care prevedea cooperarea strânsă. În 1952, Adenauer a semnat Acordurile de la Luxemburg cu ministrul de externe israelian Sharett, punând baza pentru legislația despăgubirilor. Adenauer a susțint ca RFG să reprezinte întreagă populație germană. 
La început, până la începutul anilor 60, bazându-se și pe Constituție (care prevede că este legea tuturor germanilor), doctrina politicii externe este numită Doctrina Hallstein, care nu recunoștea Germania comunistă.
Atitudinea această s-a reflectat în Doctrina Hallstein din 1955. Bonn a rupt relațiile cu orice stat, exceptând URSS care recunoștea RDG. Succesorul lui Adenauer, Ludwig Erhard, a fost autorul miracolului economic. A urmat apoi o coaliție din UCD și PSD. Următorul cancelar, Kurt Georg Kiesinger, a primit critici pentru fosta sa apartenențǎ la partidul nazist. Fiindcă opoziția lipsea, în Bundestag, s-a format o opoziție extraparlamentară ca protest împotriva structurilor solidificate și a Decretelor de urgență din 1968. 
În 1969 a venit o nouă coaliție formată din PSD și PLD (Partidul Liber Democrat), condusă de Willy Brandt, care a promis modernizarea țării. A dus o politică de armistițiu cu estul, deși a fost criticat de UCD.
În timpul guvernării lui Helmut Schmidt, a început criza economică. Climatul intern a fost dominat de acte de terorism ale grupării Armata Roșie. 
Pe plan extern, Schmidt a vizitat RDG și a participat la întâlnirile OSCE. Unitatea europeană a fost realizată împreună cu președintele Franței, d’Estaing. 
În 1975, cei doi șefi de guvern au inițiat cooperarea economică și poiltica în cadrul G-6. Către 1980, politică a fost dominată de tensiuni. Schmidt a pledat poentru staționarea rachetelor nucleare intermediare în Europa, idee respinsă de mișcarea pacifistă. 
S-a înființat Mișcarea Verzilor are a intrat în parlament ca al patrulea partid politic. În 1982, perioada social-liberală s-a încheiat cu retragerea din coaliție a PLD-ului, formând   alianța cu UCD. Helmut Kohl a devenit noul cancelar, iar Hans-Dietrich Genscher a devenit noul ministru de externe. Guvernul Kohl a stabilizat finanțele, a micșorat impozitele pe afaceri și pe veniturile private și a stopat inflația. Nu s-a rezolvat problema ratei șomajului. Populația era tot mai nemulțumită de politicieni. Pe plan extern, Kohl a încercat să stabilească contacte cu estul, promovând unitatea europeană prin parteneriatul cu Franța. 
După deschiderea graniței vestice a Ungariei, zeci de mii de cetățeni est-germani au părăsit RDG cu sprijinul ambasadelor vest-germane, profitând de politică lui Gorbaciov. Au izbucnit protestele pacifiste împotriva guvernului est-german. 
La 23 octombrie, 300 000 de protestatari au defilat prin centrul Leipzigului cu sloganul „Noi suntem poporul”. La 4 noiembrie 1989, un milion de cetățeni s-au strâns pe Alexanderplatz din Berlin și au cerut libertate de exprimare și alegeri libere. PUS a deschis granițele către RFG pe 9 noiembrie. Primele alegeri libere au loc în RDG pe 18 martie 1990, iar succesorul PUS, PSD, a câștigat 10% din voturi. Alianța conservatoare pentru Germania, condusă de președintele-ministru-Lothar de Maiziere, a preluat puterea și a început negocierea unui tratat de reunificare cu guvernul vest-german. 
Situația economică tot mai gravă din RDG, și valul continuu de emigranți au condus la formarea unei uniuni economice, monetare și sociale între cele două state pe 1 iulie 1990. Fiziunea reală dintre RFG și RDG într-o Germanie unică s-a realizat prin acordul puterilor victorioase în al doilea război mondial. A fost începută negocierea Acordului Doi plus Patru între ambele guverne și miniștrii de externe ale forțelor aliate. La 45 de ani de la sfârșitul războiului, reunificarea a fost proclamată la 3 octombrie 1990.

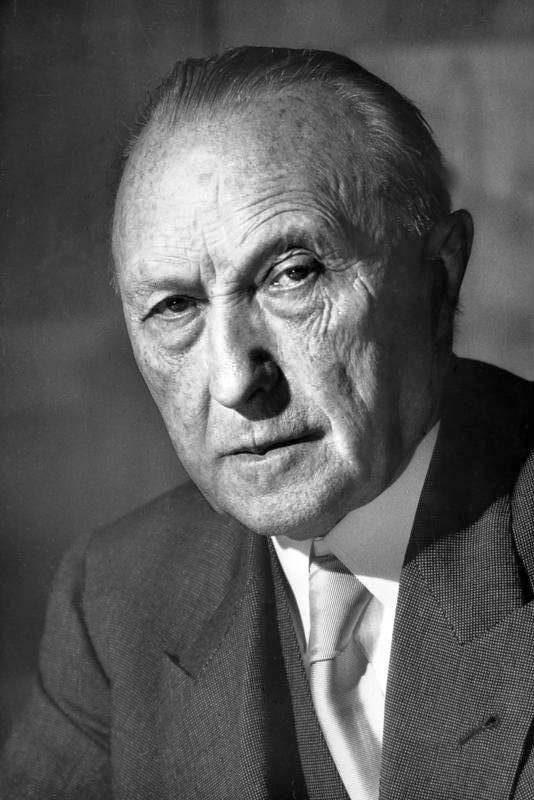
Konrad Adenauer
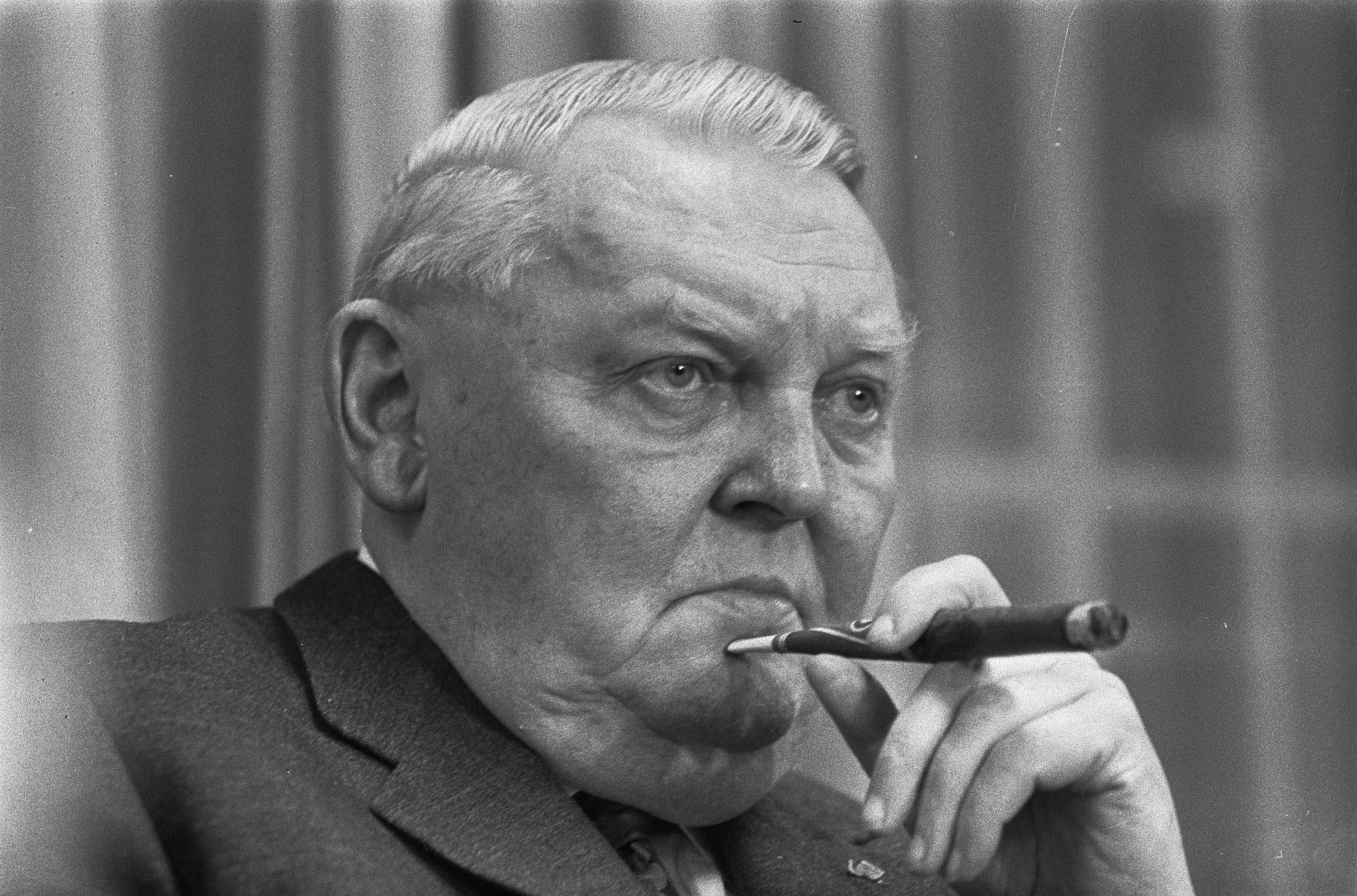
Ludwig Erhard
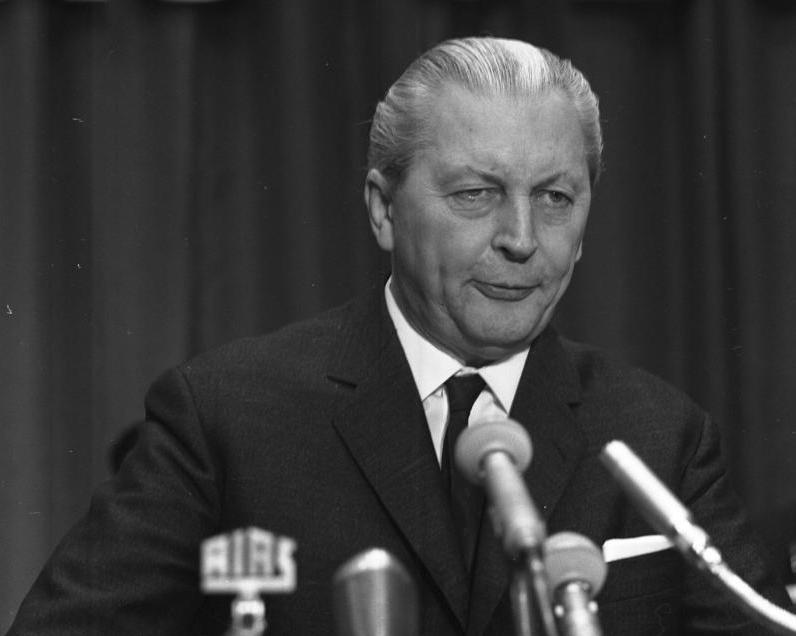
Kurt Georg Kiesinger
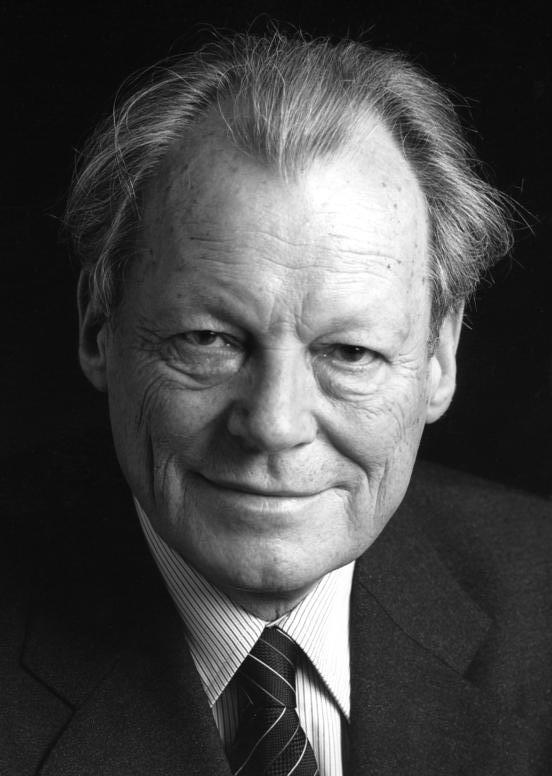
Willy Brandt
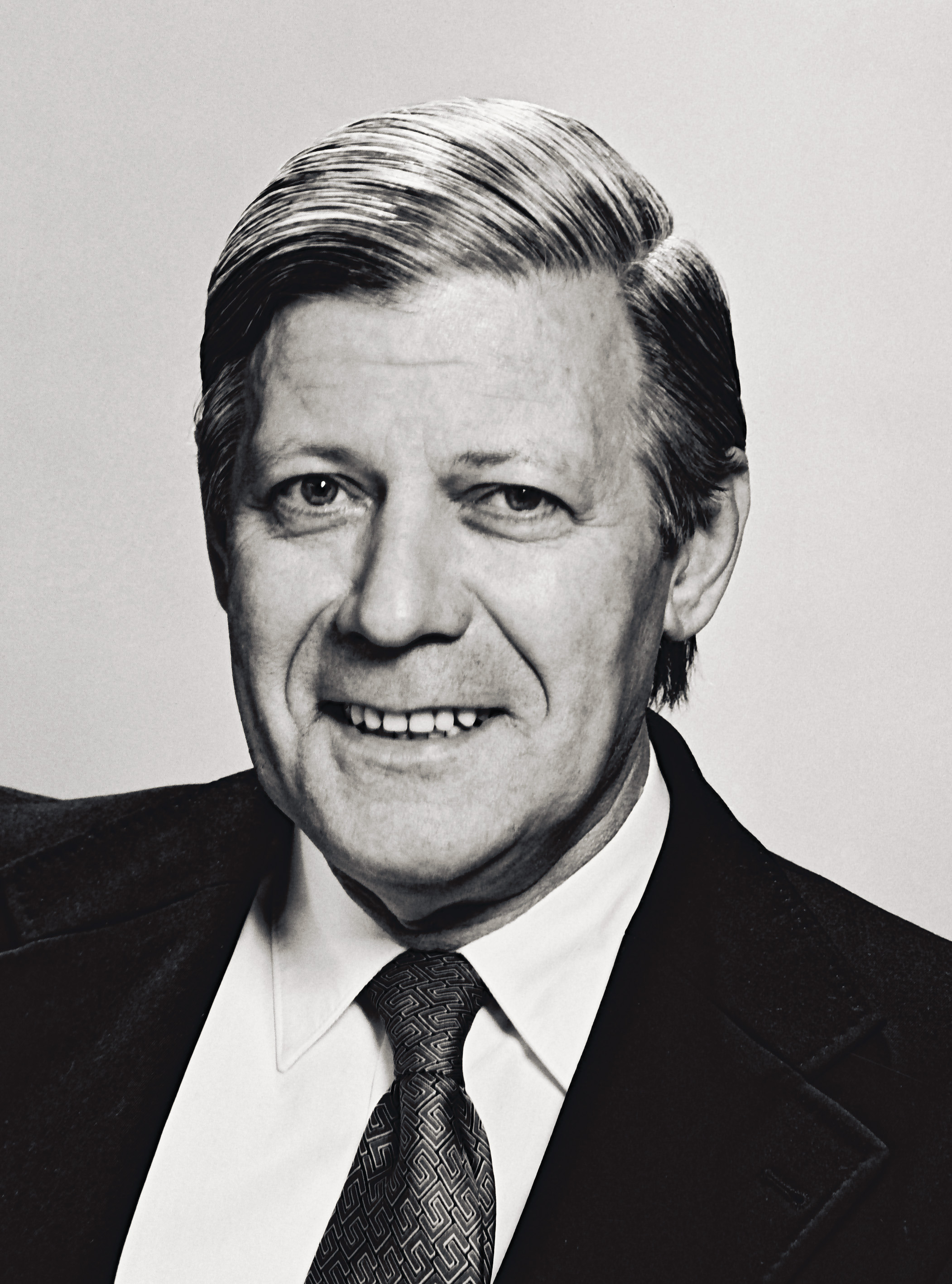
Helmut Schmidt
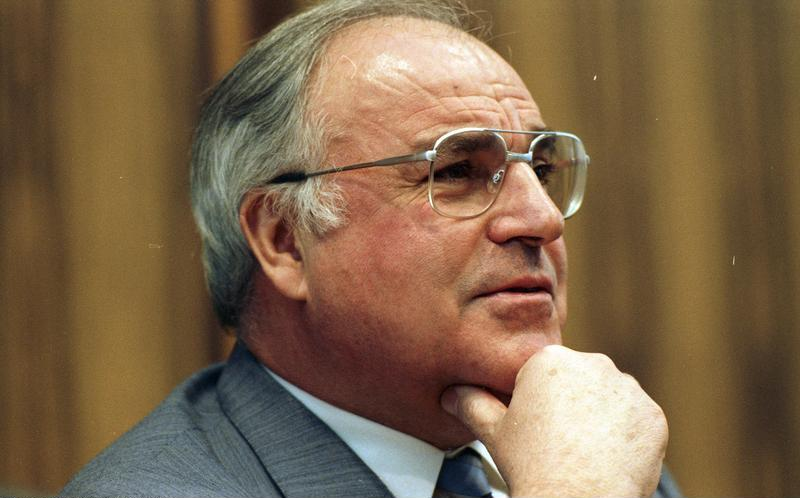
Helmut Kohl

### Germania reunificată

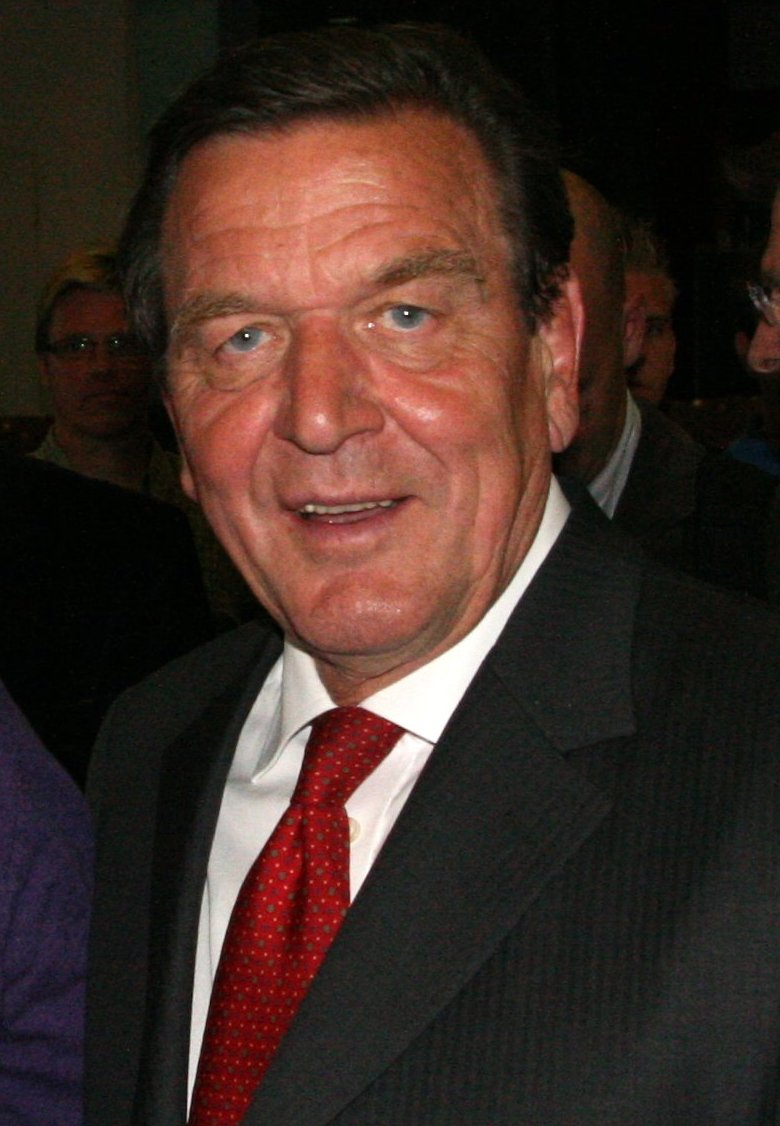
Gerhard Schröder
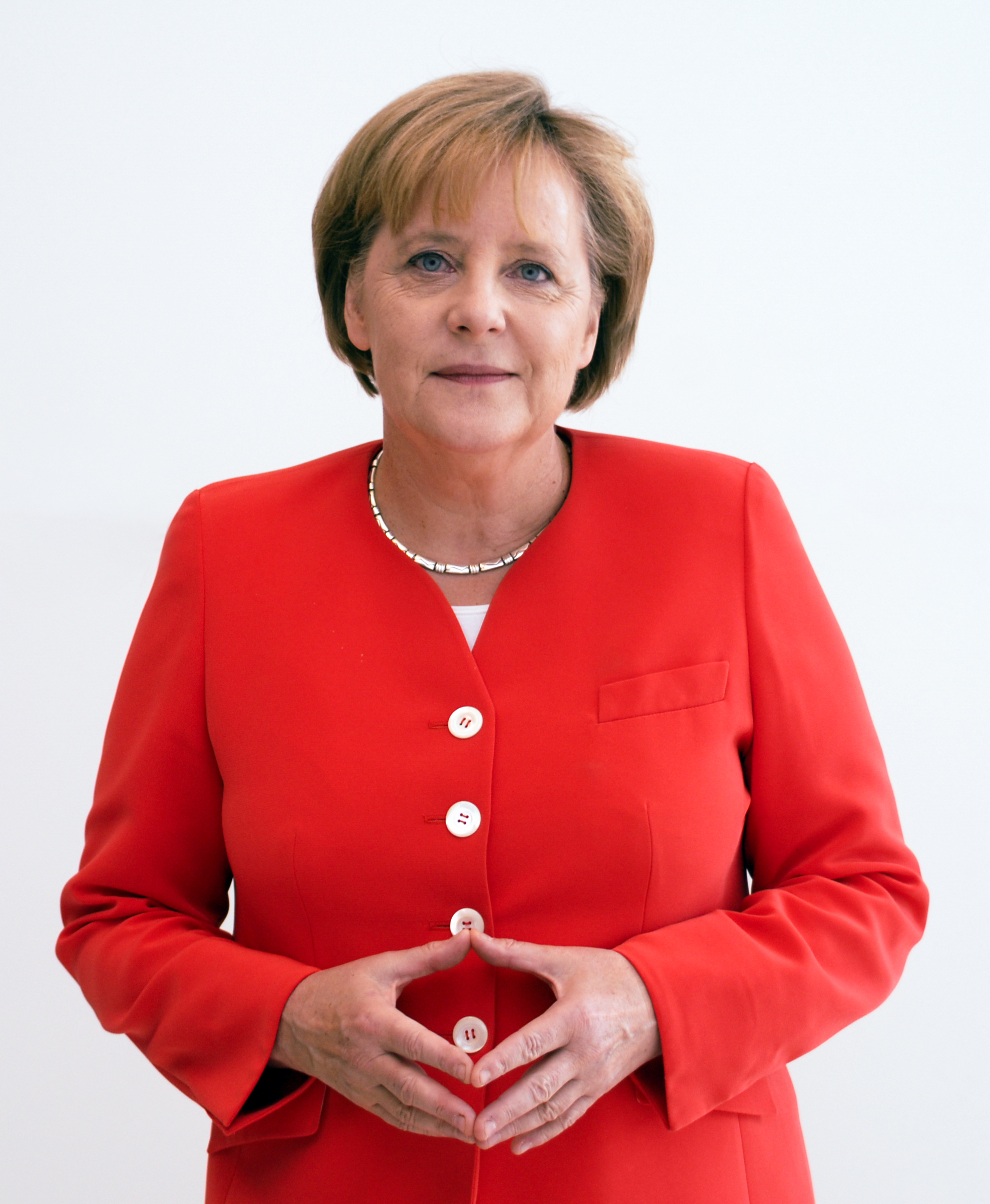
Angela Merkel

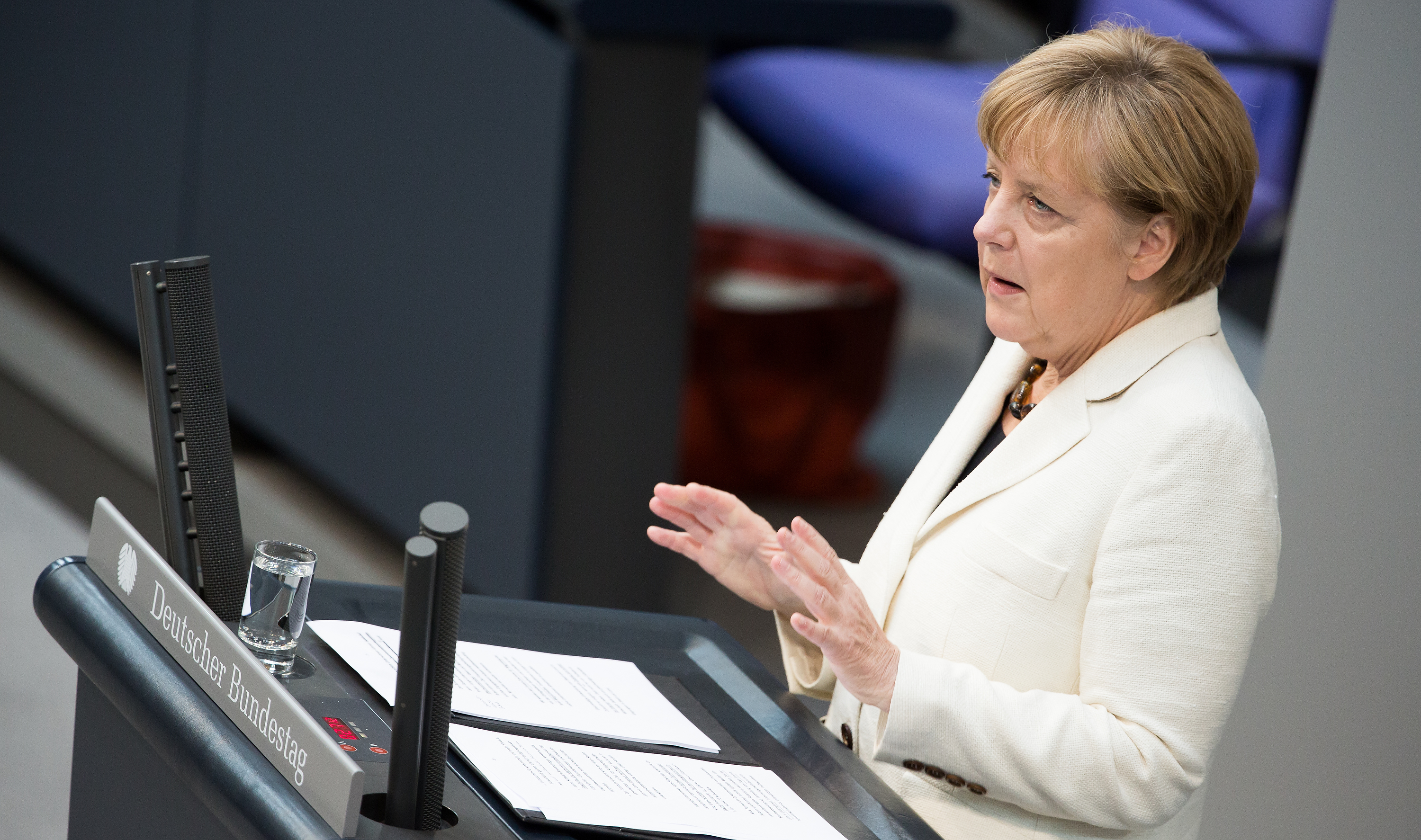
Angela Merkel

Grupurile est-germane s-au alăturat Verzilor vest-germani și au format o alianțǎ. STASI a fost dizolvat după deconspirarea unor documente secrete. Primele alegeri ale Germaniei unificate sunt câștigate de Kohl. 
Deși industriile din est s-au prăbușit, și se menținea un șomaj ridicat în est, ceea ce a determinat diverse atacuri ale radicalilor de stânga asupra străinilor și emigranților, Germania a devenit țară cea mai populată a Europei și cu cea mai puternică economie. A pledat pentru unitatea europeană și pentru formarea uniunii monetare Euro, precum și pentru extinderea UE. În 1999, Germania s-a implicat în operațiunea ONU din Kosovo, aprobată de coaliția Roșu-Verzilor codnusǎ de Gerhard Schroder. 
Pe 22 noiembrie 2005 a fost aleasă prima femeie cancelar din istoria Republicii Federale Germania, Angela Merkel, realeasă în 2009 și în 2013. A fost președintele Consiliului European și a prezidat G-8. A jucat un rol central în negocierea Tratatului de la Lisabona și Declarației de la Berlin. A consolidat relațiile economice transatlantice prin semnarea acordului cu Consiliul Economic Transatlantic în 2007. A impus o politică de austeritate în lupta cu criza financiară, adoptată la nivel european. A reformat sistemul de sănătate și s-a preocupat de dezvoltarea viitorului energiei. Este considerată a fi liderul de facto al Uniunii Europene și a fost clasată pe primul loc în ultimii ani ca fiind cea mai puternică femeie din lume conform revistei Forbes.